# Riello (León)
Riello es un municipio y villa española de la provincia de León, en la comunidad autónoma de Castilla y León. Forma parte del partido judicial de León. Está ubicado en el tramo medio del río Omaña, en la Montaña Occidental leonesa. Con una superficie de 235,93 km², su término municipal comprende, además de la localidad de Riello, 38 núcleos de población, englobando varios de los antiguos concejos de la comarca de Omaña.
Habitado desde la Edad de Bronce, durante el periodo romano su territorio fue explotado para la obtención de oro al mismo tiempo que se producía la aculturación de las poblaciones astures que lo ocupaban. Tras un paréntesis de varios siglos sin documentación sobre sus habitantes, a partir del siglo IX comienzan a mencionarse las distintas poblaciones de la zona. Desde el siglo XIV, y con motivo de las concesiones otorgadas a distintos linajes por parte de Enrique II, los concejos omañeses integrantes del actual municipio pasaron a depender de los condes de Luna, a quienes estuvieron ligados jurídicamente hasta el siglo XIX y, en el caso de Villamor de Riello, hasta 1931.
Caracterizado por un relieve de montes y pequeños valles y con una población semidispersa, su economía se basa principalmente en la agricultura y ganadería y en el sector servicios a través del comercio minorista. Entre su patrimonio cultural destacan las distintas muestras de arquitectura tradicional de la zona o monumentos como el castillo de Benal, del siglo XV, así como las diferentes festividades o eventos que tienen lugar a lo largo del año, entre los que destacan la celebración, durante el carnaval, de la zafarronada, o la romería de Pandorado, que se celebra el 15 de agosto, con procesión en la que participan los distintos pueblos de Omaña con sus pendones.

## Toponimia
El topónimo «Riello» («Riellu» en leonés) puede provenir del diminutivo de río, «riachuelo» (rivellus en latín, derivado de rivus), que alude a la situación de la población entre dos arroyos, el Ceide y el Ariegos. En actas notariales del siglo XVI el nombre de la población aparece como «Reguyello»

## Símbolos
El escudo heráldico municipal fue oficializado en 1985 y su descripción es la siguiente:

Escudo partido. 1.º de sinople, tres espigas de centeno de oro. 2.º de oro, un ramo de roble de sinople, frutado, puesto en banda. Entado en punta de plata, tres lises de gules puestas una y dos. Al timbre corona real cerrada.

## Geografía

### Ubicación

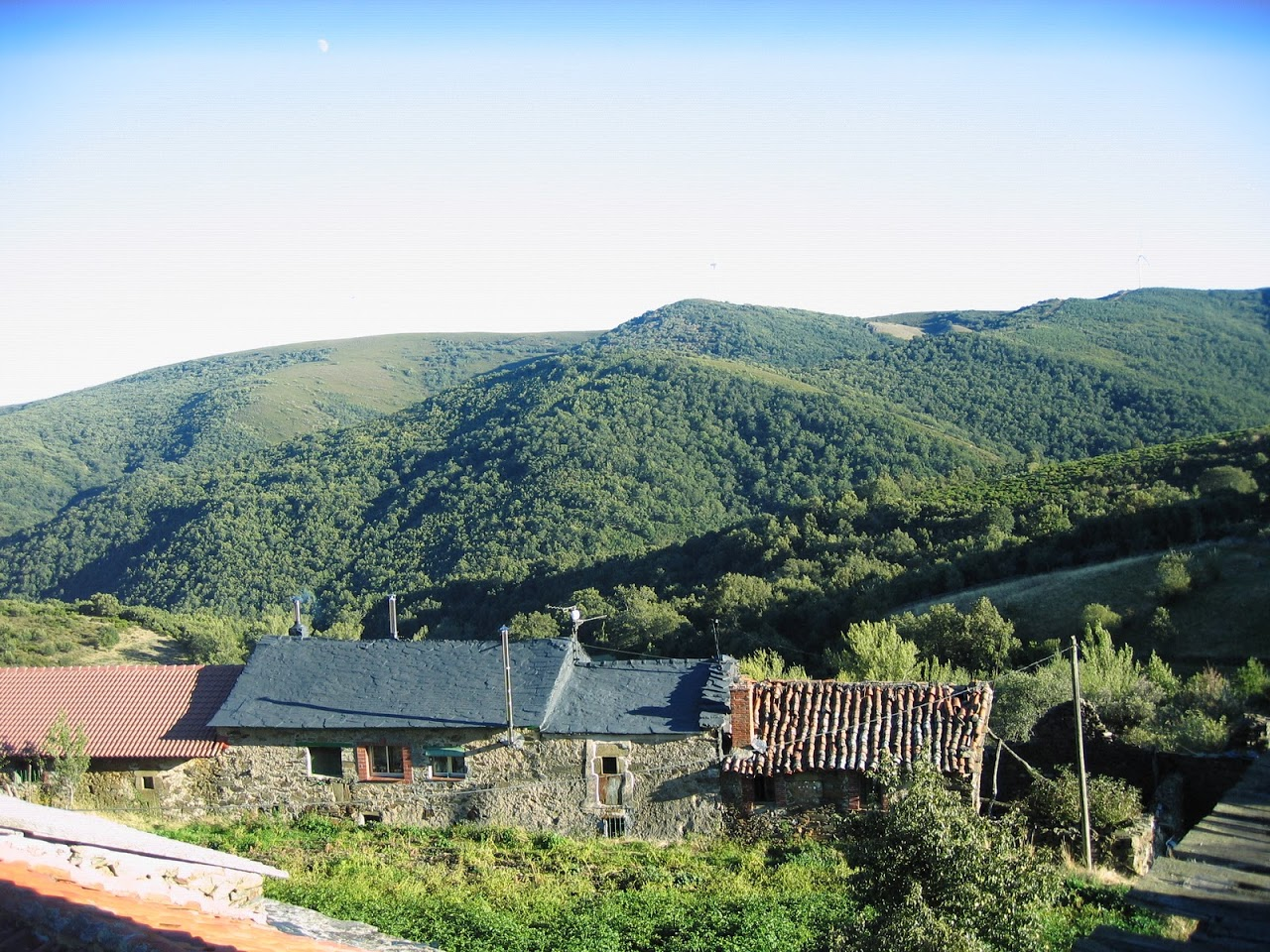
El barrio de la iglesia en Rosales, con el monte Carbaín al fondo

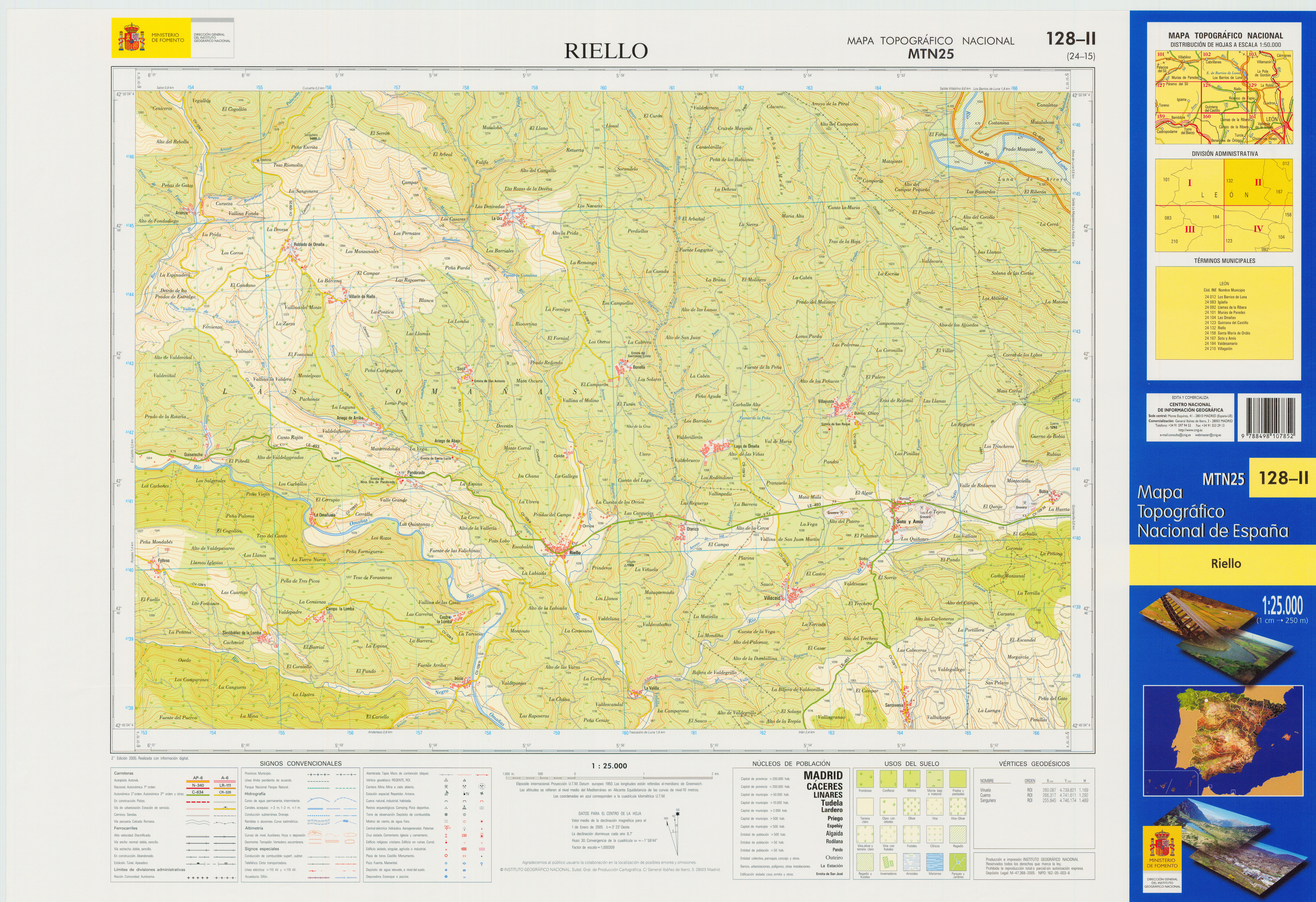
Fragmento de la hoja 128 del Mapa Topográfico Nacional de España de 2005 en el que se representa parte de Riello

El municipio de Riello se encuentra en una zona montañosa en el límite meridional de la cordillera Cantábrica y al este de la sierra de Gistredo. Limita al norte con la sierra de la Filera, que lo separa del municipio vecino de Sena de Luna. Se extiende a lo ancho del valle del río Omaña en su tramo medio; al sudeste, incluye la mitad oriental del Valle Gordo y al sur, la Lomba de Campestedo. La elevación media es alta: las cotas más bajas corresponden a la ribera del Omaña a unos 1000 m s. n. m. La mayoría de las poblaciones se encuentran a lo largo de este valle y sus tributarios; algunas se sitúan a mayor altitud, en laderas orientadas al sur, como Andarraso, a 1420 m s. n. m. La localidad de Riello se sitúa en un cruce de caminos en el valle principal, circunstancia que la ha hecho desde antiguo capital comercial de la zona.
El territorio abarcado por el municipio está representado en las hojas MTN50 (escala 1:50.000) 102 y 128 del Mapa Topográfico Nacional y en él se encuentran los vértices geodésicos de Cañada (2157 m s. n. m.), Carbaín (1470 m s. n. m.), Cueto Agudo (1884 m s. n. m.), Filera (1873 m s. n. m.), Rosales (1557 m s. n. m.), Sanguñera (1489 m s. n. m.) y Viñuela (1169 m s. n. m.).
El territorio abarcado por el municipio está representado en las hojas MTN50 (escala 1:50.000) 102 y 128 del Mapa Topográfico Nacional y en él se encuentran los vértices geodésicos de Cañada (2157 m s. n. m.), Carbaín (1470 m s. n. m.), Cueto Agudo (1884 m s. n. m.), Filera (1873 m s. n. m.), Rosales (1557 m s. n. m.), Sanguñera (1489 m s. n. m.) y Viñuela (1169 m s. n. m.).
| Noroeste: San Emiliano   | Norte: Sena de Luna | Noreste: Los Barrios de Luna |
| Oeste: Murias de Paredes |                     | Este: Soto y Amío            |
| Suroeste Igüeña          | Sur: Valdesamario   | Sureste: Soto y Amío         |

### Hidrografía

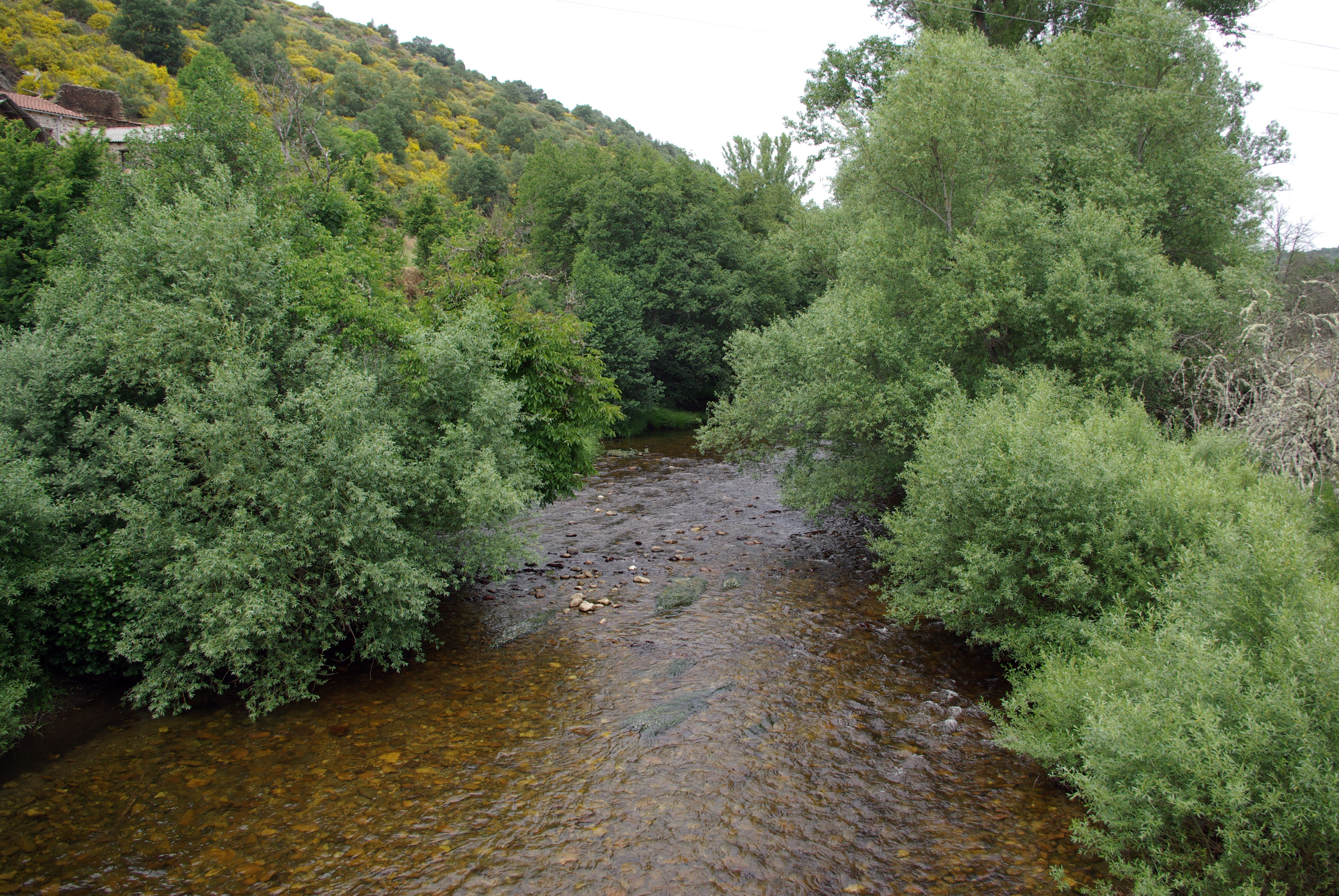
El río Omaña en Riello

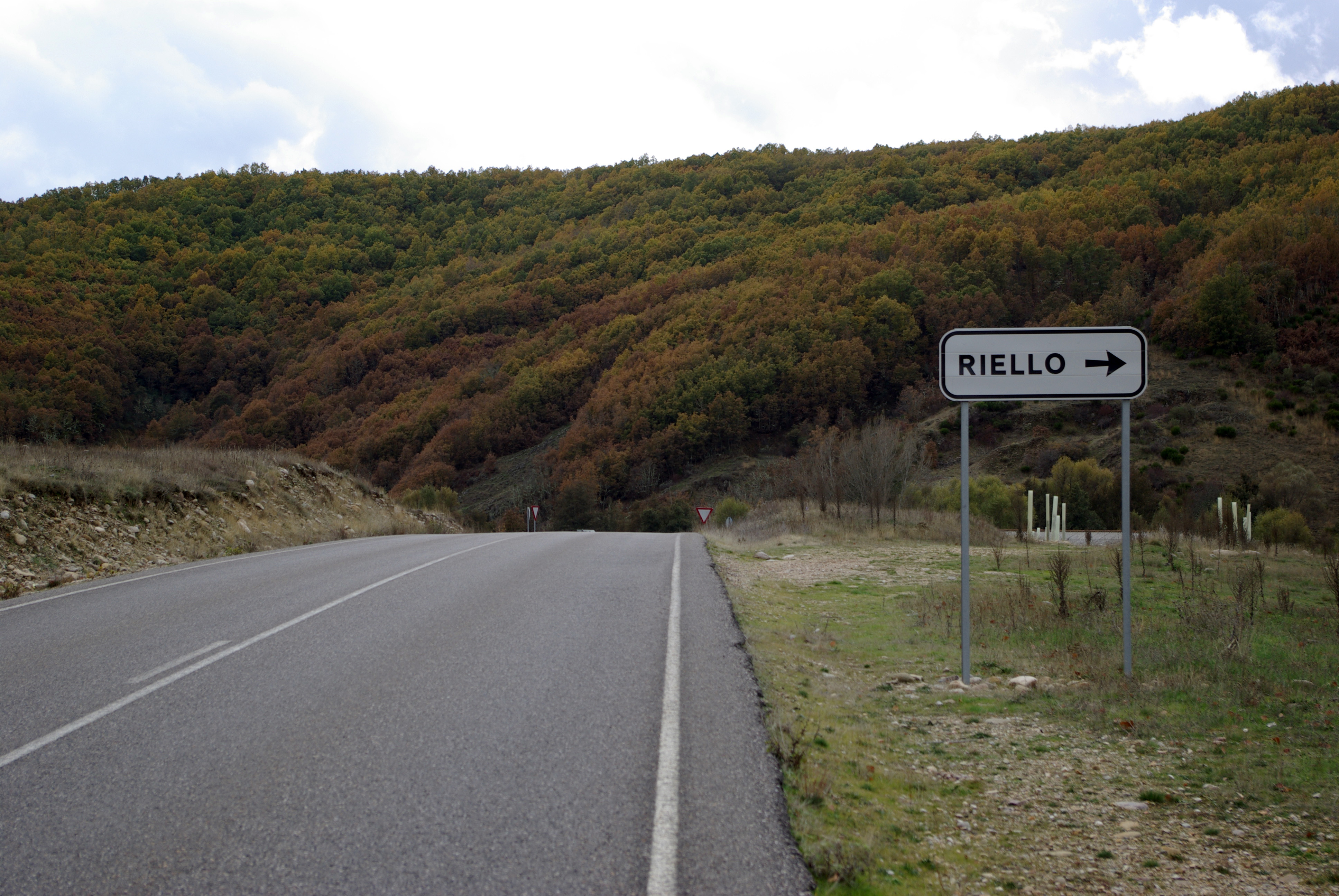
Robledal de rebollo

El municipio ocupa el tramo medio de la cuenca del río Omaña, perteneciente a la cuenca hidrográfica del Duero. Los valles fluviales se disponen sobre una serie de antiguas fracturas hercínicas orientadas en la dirección noroeste-sureste. Los cauces del Omaña y sus afluentes no están regulados y experimentan grandes variaciones en su caudal a lo largo del año.
Las aguas del Omaña y sus tributarios se aprovechaban en la Antigüedad para la extracción del oro, además del uso continuado para el consumo humano, la pesca, el riego de huertas y prados ribereños, para impulsar los molinos y, más recientemente, actividades recreativas como el baño y la pesca deportiva. Durante la segunda mitad del siglo XX hubo varios planes para la construcción de un embalse. El proyecto concretado en 1984 habría resultado en un pantano de 916 hectáreas y la inundación de Trascastro de Luna, La Velilla, Villaceid, La Omañuela e Inicio, y parte de Riello y Oterico. El Ministerio de Obras Públicas, Transportes y Comunicaciones resolvió en 1993 paralizar el proyecto por su impacto medioambiental y social, aunque se siguen estudiando alternativas para el empleo de las aguas del Omaña para el riego en el sur de la provincia de León.

### Clima
La Agencia Estatal de Meteorología de España clasifica el clima de Riello como mediterráneo continentalizado, con inviernos fríos y frecuentes heladas, y veranos cálidos y secos. La oscilación térmica anual ronda los 15 °C mientras que la diaria supera en ocasiones los 20 °C. Las precipitaciones se reparten de forma irregular a lo largo del año, con escasez de las mismas en verano, concentrándose al final del otoño, en los meses invernales y al principio de la primavera.
Según la clasificación climática de Köppen, el municipio se encuadra en la variante Csb, es decir clima mediterráneo de veranos suaves, con la media del mes más cálido inferior a 22 °C pero superándose los 10 °C durante cinco o más meses, y caracterizado por temperaturas medias anuales por debajo de los 9 °C, precipitaciones en ocasiones por encima de los 1000 mm, nevadas invernales y veranos secos. Se trata de un clima de transición entre el mediterráneo (Csa) y el oceánico (Cfb). Gracias a la estación meteorológica de La Magdalena, situada a menos de 15 kilómetros de Riello, y a la de Vegarienza, en el término municipal, los parámetros climáticos pueden resumirse de la siguiente forma:
| Parámetros climáticos promedio de La Magdalena (temperaturas) y Vegarienza (precipitaciones)                                      | Parámetros climáticos promedio de La Magdalena (temperaturas) y Vegarienza (precipitaciones) | Parámetros climáticos promedio de La Magdalena (temperaturas) y Vegarienza (precipitaciones) | Parámetros climáticos promedio de La Magdalena (temperaturas) y Vegarienza (precipitaciones) | Parámetros climáticos promedio de La Magdalena (temperaturas) y Vegarienza (precipitaciones) | Parámetros climáticos promedio de La Magdalena (temperaturas) y Vegarienza (precipitaciones) | Parámetros climáticos promedio de La Magdalena (temperaturas) y Vegarienza (precipitaciones) | Parámetros climáticos promedio de La Magdalena (temperaturas) y Vegarienza (precipitaciones) | Parámetros climáticos promedio de La Magdalena (temperaturas) y Vegarienza (precipitaciones) | Parámetros climáticos promedio de La Magdalena (temperaturas) y Vegarienza (precipitaciones) | Parámetros climáticos promedio de La Magdalena (temperaturas) y Vegarienza (precipitaciones) | Parámetros climáticos promedio de La Magdalena (temperaturas) y Vegarienza (precipitaciones) | Parámetros climáticos promedio de La Magdalena (temperaturas) y Vegarienza (precipitaciones) | Parámetros climáticos promedio de La Magdalena (temperaturas) y Vegarienza (precipitaciones) |
| Mes | Ene.                                                                                         | Feb.                                                                                         | Mar.                                                                                         | Abr.                                                                                         | May.                                                                                         | Jun.                                                                                         | Jul.                                                                                         | Ago.                                                                                         | Sep.                                                                                         | Oct.                                                                                         | Nov.                                                                                         | Dic.                                                                                         | Anual                                                                                        |
| --- | -------------------------------------------------------------------------------------------- | -------------------------------------------------------------------------------------------- | -------------------------------------------------------------------------------------------- | -------------------------------------------------------------------------------------------- | -------------------------------------------------------------------------------------------- | -------------------------------------------------------------------------------------------- | -------------------------------------------------------------------------------------------- | -------------------------------------------------------------------------------------------- | -------------------------------------------------------------------------------------------- | -------------------------------------------------------------------------------------------- | -------------------------------------------------------------------------------------------- | -------------------------------------------------------------------------------------------- | -------------------------------------------------------------------------------------------- |
| Temp. media (°C) | 1.6                                                                                          | 2.8                                                                                          | 5.4                                                                                          | 7                                                                                            | 10.2                                                                                         | 14.5                                                                                         | 17.5                                                                                         | 17.2                                                                                         | 14.3                                                                                         | 9.6                                                                                          | 5                                                                                            | 2.5                                                                                          | 9                                                                                            |
| Precipitación total (mm) | 116.6                                                                                        | 87.50                                                                                        | 68.90                                                                                        | 73.60                                                                                        | 81.70                                                                                        | 48.80                                                                                        | 26.70                                                                                        | 32.30                                                                                        | 52.90                                                                                        | 106.60                                                                                       | 112.80                                                                                       | 142.50                                                                                       | 950.9                                                                                        |
| Fuente: Ministerio de Agricultura, Alimentación y Medio Ambiente. Datos de precipitación (1961-2003) y de temperatura (1961-2003) |                                                                                              |                                                                                              |                                                                                              |                                                                                              |                                                                                              |                                                                                              |                                                                                              |                                                                                              |                                                                                              |                                                                                              |                                                                                              |                                                                                              |                                                                                              |

## Naturaleza

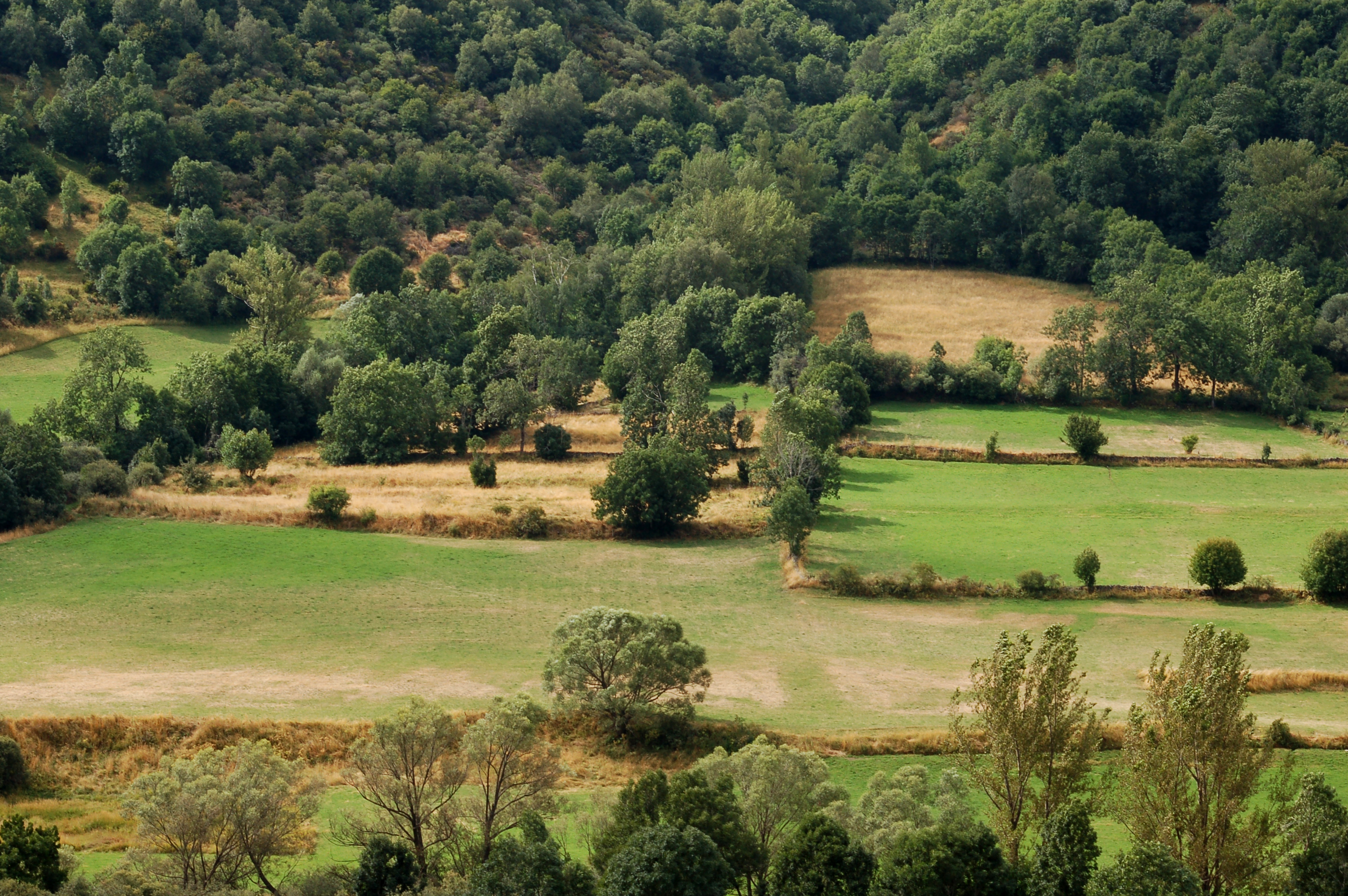
Los terrenos de pastos y bosques, como este de Omañón, son característicos del paisaje omañés

Riello, junto con otros municipios circundantes, forma parte de la Reserva de la Biosfera de los valles de Omaña y Luna
 y es un Lugar de Importancia Comunitaria (LIC) y Zona de Especial Protección para las Aves (ZEPA).

### Flora

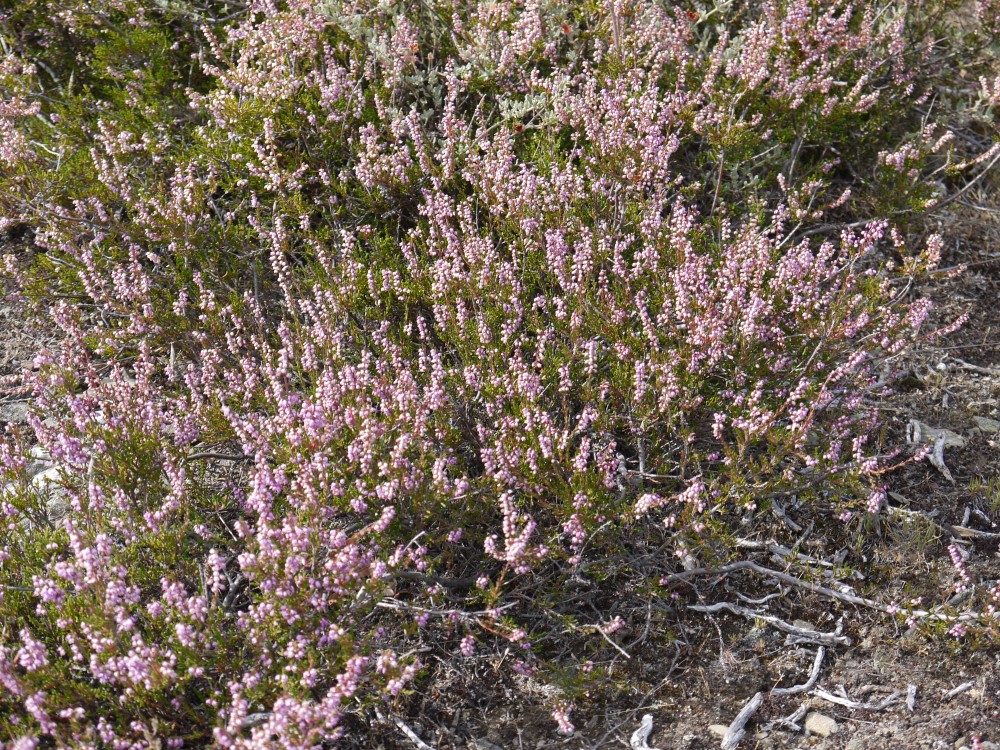
Las urces abundan en las zonas altas de los montes

En las cotas más altas abundan los piornos (escobas), urces, sabinas y uvas de oso. Este tipo de vegetación de matorral suele ocupar suelos pobres y tierras centenales abandonadas. También son notables los pastizales de alta montaña o brañas. Otras especies vegetales abundantes son los endrinos, arandaneros los chopos, negrillos y alisos y los abedules. Los rebollos cubren grandes extensiones de terreno, sobre todo en las laderas orientadas al norte; destaca en particular el robledal de El Castillo.

### Fauna
Los mamíferos más comunes en Riello son los corzos y jabalíes; se encuentran también el lobo ibérico, el desmán ibérico, varias especies de mustélidos y especies endémicas de la montaña noroccidental, como la liebre de piornal. Entre las aves se pueden mencionar las águilas reales, los halcones peregrinos, los alcaudones dorsirrojos y las perdices pardillas. La trucha común abunda en el Omaña y también se encuentra en sus afluentes. El municipio es parte del territorio de dos importantes especies amenazadas: el oso pardo y el urogallo cantábrico. La preservación del hábitat del urogallo ha resultado en conflictos judiciales con empresas productoras de energía eléctrica a raíz de la instalación de parques eólicos.

### Geología

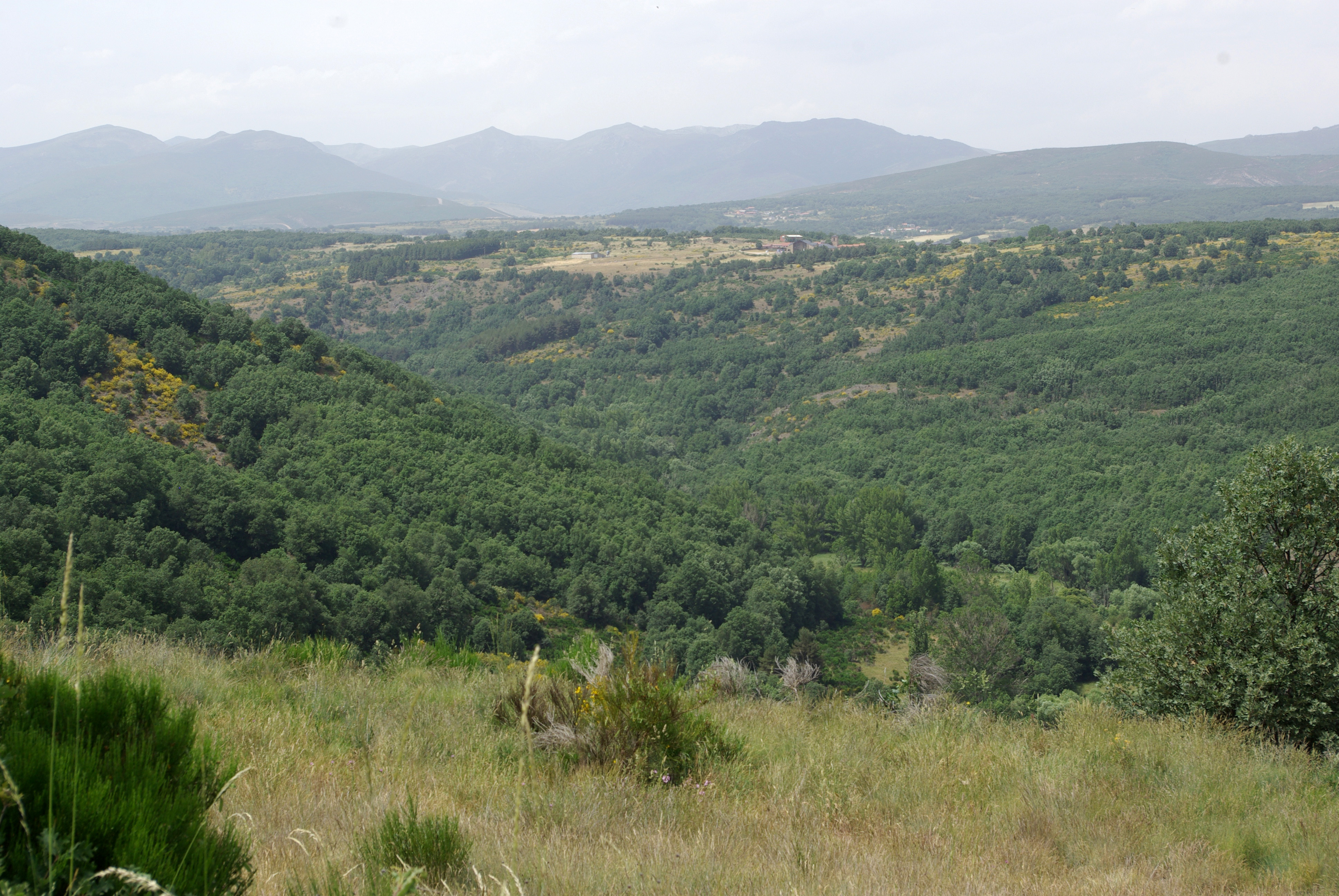
Vista parcial del valle del río Omaña

Riello se encuentra en la zona geológica Asturoccidental-Leonesa (ZAOL). La mayor parte del término municipal se asienta sobre terrenos precámbricos compuestos por rocas metamórficas y sedimentarias con un alto contenido en minerales volcánicos ácidos, y afectados por el plegamiento herciniano. Cerca de su límite meridional se da la transición a terrenos del Cámbrico. La formación conocida como caliza de Vegadeo atraviesa el Valle Gordo y la Lomba de este a oeste, siguiendo una línea imaginaria trazada desde Posada de Omaña a Inicio. Asociados a esta formación se han hallado minerales de cobre y oro, de escaso interés económico. Al norte, un depósito del Carbonífero Estefaniense aflora en la subcuenca de Cornombre-La Urz, en Manzaneda de Omaña y Sosas del Cumbral. En las cercanías de la localidad de Riello se observa un afloramiento de la formación Voznuevo del Cretácico. Los terrenos del Cuaternario son poco abundantes y su presencia se limita a depósitos fluviales en los valles.

## Historia

### Edad Antigua
Según los indicios arqueológicos, la presencia humana en esta zona se remonta hasta la Edad del Bronce. De esta época data, por ejemplo, el caldero de Villaceid y varias hachas de bronce. Abundan los castros, asociados tanto a las poblaciones astures como a la ocupación romana. Entre ellos se cuentan El Castillo y Los Castriellos en Andarraso, Navas de los Cortinones en Castro de la Lomba, La Corona y Los Castros en Curueña, Santa Colomba en Rosales, La Corona y El Cuerno en Salce, El Cuerno en Villar de Omaña, El Cerco entre Riello y Oterico, El Canto del Cuerno en La Velilla, La Cerca entre Guisatecha y El Castillo y El Corniello en Santibáñez de la Lomba.
La romanización ha dejado abundantes huellas debido a las explotaciones auríferas que datan de esta época. Existen restos de canales en el Valle Gordo, entre Aguasmestas — término de Cirujales — y Marzán, así como indicios de desmontes de tierras y arenas removidas en Guisatecha y Villaverde de Omaña. Son también notorias la calzada del Valle Gordo y la Rodera Asturiana que se separaba en Valdesamario en dos ramales, uno que pasaba por Rosales y descendía hasta La Puebla en El Castillo, y otro por Inicio, Trascastro de Luna y Castro de La Lomba; desde la Laviada en Riello tomaba la dirección de Babia pasando por Salce. Es posible que el segundo ramal se dividiera de nuevo en una segunda ruta que atravesaría Pandorado, El Castillo y Vegarienza para dirigirse a Asturias por el Puerto de la Magdalena.
Se piensa que la fuerza militar romana, necesaria para supervisar las operaciones de extracción y transporte de minerales, tenía su base al lado del río Omaña en El Castillo; el campamento principal estaba rodeado de pequeños castros para doblar su protección, necesaria debido a su posición vulnerable en un valle rodeado de montañas. La larga presencia romana deja suponer una aculturación de los primeros pobladores de la región, junto con la adopción de sus leyes.

### Edades Media y Moderna
Los restos hallados en la región registran la presencia de población desde la Edad del Hierro hasta la Baja Edad Media, aunque no existen datos documentados sobre ella durante varios siglos. Es en el siglo IX, con el avance hacia el sur de la monarquía asturiana, cuando tienen lugar las primeras menciones a poblaciones de Riello como en 857, cuando se cita a la «Vega de Areza» (Vegarienza) y en 987, con alusiones a «Ambasmestas» y «Ceroriales», que se corresponden con Aguasmestas y Cirujales, respectivamente. En siglos posteriores se empiezan a encontrar referencias más frecuentes a todas las poblaciones, a medida que se consolida la organización administrativa tras el establecimiento de los reinos de León y de Castilla.
En esos momentos aparecieron los concejos omañeses, dependientes al principio directamente del poder real; el concejo de Villamor de Riello, al igual que ocurría con el resto de concejos, fue fruto de la unión de un conjunto de aldeas o pequeños lugares en los que cada comunidad vecinal poseía la gestión de un determinado territorio y de los recursos incluidos en él, con plena capacidad jurídica. Sin embargo, entre los reinados de Enrique II y Enrique IV, parte de los concejos de la montaña leonesa pasaron a manos de algunos de los linajes de mayor influencia, como los Quiñones. En el siglo XV Diego Fernández de Quiñones, primer Conde de Luna, tomó por la fuerza todos estos concejos e impuso prestaciones abusivas a sus habitantes, lo que desembocó en el primero de una serie de pleitos por parte de estos que duraría varios siglos. El concejo de Villamor de Riello, al que pertenecían Arienza, Bonella, Curueña, Guisatecha, Ceide, Los Orrios, Ariego de abajo, Ariego de arriba, Riello, Robledo, Socil, Villarín de Riello y La Urz, fue el único que no contestó el derecho de los condes de Luna al señorío territorial, y se vio sometido durante siglos al pago del «pan del cuarto» por el uso de sus propias tierras.
Cuando los señoríos jurisdiccionales fueron abolidos por las Cortes de Cádiz, los otros concejos de Omaña abandonaron las prestaciones a los condes de Luna, pero las poblaciones de Villamor de Riello no quedaron libres de esta carga tributaria hasta 1931, durante la Segunda República gracias a los esfuerzos del jurista Vincente Flórez de Quiñones y Tomé.

### Edad Contemporánea
A finales del siglo XVIII y principios del siglo XIX, se empiezan a recopilar datos oficiales sobre Riello. Tal y como cita Sebastián Miñano en su Diccionario geográfico y estadístico de España y Portugal (1826-1829), la localidad pertenecía al concejo de Villamor de Riello y al obispado de Oviedo, contaba con 94 habitantes y producía hierba, centeno y ganado. Los cambios políticos y administrativos acontecidos durante el transcurso del XIX tuvieron poco impacto en los concejos de la región, transformados en ayuntamientos constitucionales a mediados de siglo tras la caída del Antiguo Régimen. Pascual Madoz en su Diccionario geográfico-estadístico-histórico de España y sus posesiones de Ultramar (1845-1850), lo sitúa ya como cabeza de ayuntamiento dentro del antiguo partido judicial de Murias de Paredes, con 1314 almas (habitantes) y una economía basada igualmente en la producción de pastos, centeno y patatas y la cría de ganado, que continúa como principal actividad económica.
En el siglo XX, la falta de políticas que impulsaran el desarrollo del territorio condujo a su paulatina marginalización y la resultante despoblación por emigración. Este proceso se aceleró en la segunda mitad del mismo siglo, a partir de la implantación del Plan de Estabilización de 1959 que aumentó el contraste entre la marginación de los municipios de Omaña y la creciente prosperidad de otras regiones españolas. La declaración como «Comarca de
Acción Especial» en 1978 supuso una importante inversión en infraestructuras, pero tardía para revertir la pérdida de población. Aunque el debate sobre proyecto de embalse del río Omaña de 1983 pudo tener un impacto negativo en las inversiones en Riello y el área circundante debido a la incertidumbre sobre el futuro de las localidades que hubieran resultado inundadas, la mejora en las comunicaciones ha incrementado las perspectivas de desarrollo en ámbitos como el turismo rural y la ganadería.

## Demografía
Riello se caracteriza por un tipo de población semidispersa, típico de la montaña de León. Los núcleos constituyentes del municipio son aldeas situadas a cortas distancias entre sí y con pocos habitantes. Presenta los rasgos de una sociedad predominantemente agraria, caracterizada por las explotaciones minifundistas y con intercambios económicos predominantemente de ámbito local.
Estructura y evolución de la población

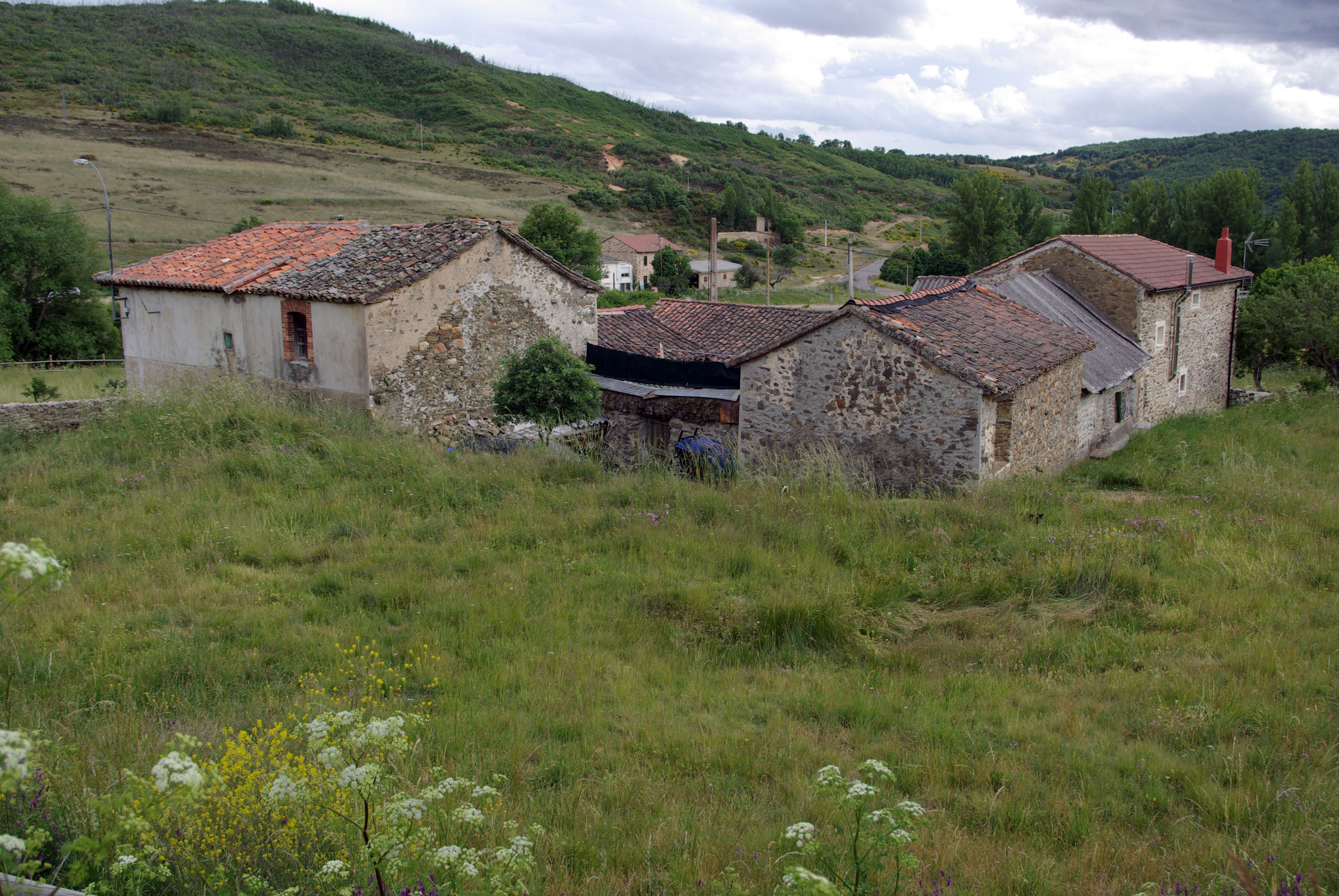
Los núcleos de población de pequeño tamaño a poca distancia entre ellos son característicos del municipio de Riello

Esta estructura de la población se debe a la emigración que tuvo lugar desde principios del siglo XX, cuando el número de habitantes alcanzó su máximo histórico. A partir de entonces la población empezó a desplazarse mayoritariamente a América y, más tarde a Europa y a otras regiones de España y de la provincia de León. El proceso se aceleró a partir de los años 60 debido a la baja rentabilidad de las explotaciones minifundistas en una economía moderna y la escasez de alternativas en la zona. La emigración no solo causó un importante despoblamiento, sino también el envejecimiento de la población; este es muy acusado y casi triplica la media nacional de España. En el siglo XXI la tasa de mortalidad supera al 20 % y constituye la causa principal del descenso demográfico.
| Gráfica de evolución demográfica de Riello entre 1842 y 2021 |
| |
| Población de derecho según los censos de población del INE. Población de hecho según los censos de población del INE. En 1857 disminuye el término del municipio porque independiza a Vegarienza. En 1970 crece el término del municipio porque incorpora a Campo de la Lomba. En 1975 incorpora a Vegarienza. |

Distribución de la población
Las entidades de población que componen el término municipal de Riello son las siguientes (para desplegar y plegar la tabla pincha en el enlace «mostrar»):
| Entidad de Población | Coordenadas                               | Pob. (2017) | Distancia (km) | Mapa |
| --- | ----------------------------------------- | ----------- | -------------- | --- |
| Riello | 42°46′25″N 5°56′40″O / 42.77361, -5.94444 | 90          | 0              | \| Riello Andarraso Ariego de Abajo Ariego de Arriba Arienza Bonella Campo la Lomba El Castillo Castro la Lomba Ceide y Orrios Cirujales Cornombre Curueña Folloso Garueña Guisatecha Inicio Manzaneda Marzán Omañón La Omañuela Oterico Pandorado Robledo Rosales Salce Santibáñez Socil Sosas del Cumbral Trascastro de Luna La Urz Valbueno Vegarienza La Velilla Villadepan Villar Villarín Villaverde \| |
| Andarraso | 42°27′54″N 6°07′43″O / 42.46500, -6.12861 | 13          | 8              | \| Riello Andarraso Ariego de Abajo Ariego de Arriba Arienza Bonella Campo la Lomba El Castillo Castro la Lomba Ceide y Orrios Cirujales Cornombre Curueña Folloso Garueña Guisatecha Inicio Manzaneda Marzán Omañón La Omañuela Oterico Pandorado Robledo Rosales Salce Santibáñez Socil Sosas del Cumbral Trascastro de Luna La Urz Valbueno Vegarienza La Velilla Villadepan Villar Villarín Villaverde \| |
| Ariego de Abajo | 42°47′14″N 5°57′50″O / 42.78722, -5.96389 | 2           | 2              | \| Riello Andarraso Ariego de Abajo Ariego de Arriba Arienza Bonella Campo la Lomba El Castillo Castro la Lomba Ceide y Orrios Cirujales Cornombre Curueña Folloso Garueña Guisatecha Inicio Manzaneda Marzán Omañón La Omañuela Oterico Pandorado Robledo Rosales Salce Santibáñez Socil Sosas del Cumbral Trascastro de Luna La Urz Valbueno Vegarienza La Velilla Villadepan Villar Villarín Villaverde \| |
| Ariego de Arriba | 42°47′25″N 5°58′44″O / 42.79028, -5.97889 | 9           | 4              | \| Riello Andarraso Ariego de Abajo Ariego de Arriba Arienza Bonella Campo la Lomba El Castillo Castro la Lomba Ceide y Orrios Cirujales Cornombre Curueña Folloso Garueña Guisatecha Inicio Manzaneda Marzán Omañón La Omañuela Oterico Pandorado Robledo Rosales Salce Santibáñez Socil Sosas del Cumbral Trascastro de Luna La Urz Valbueno Vegarienza La Velilla Villadepan Villar Villarín Villaverde \| |
| Arienza | 42°49′03″N 6°00′39″O / 42.81750, -6.01083 | 11          | 9,5            | \| Riello Andarraso Ariego de Abajo Ariego de Arriba Arienza Bonella Campo la Lomba El Castillo Castro la Lomba Ceide y Orrios Cirujales Cornombre Curueña Folloso Garueña Guisatecha Inicio Manzaneda Marzán Omañón La Omañuela Oterico Pandorado Robledo Rosales Salce Santibáñez Socil Sosas del Cumbral Trascastro de Luna La Urz Valbueno Vegarienza La Velilla Villadepan Villar Villarín Villaverde \| |
| Bonella | 42°47′51″N 5°56′04″O / 42.79750, -5.93444 | 23          | 4,5            | \| Riello Andarraso Ariego de Abajo Ariego de Arriba Arienza Bonella Campo la Lomba El Castillo Castro la Lomba Ceide y Orrios Cirujales Cornombre Curueña Folloso Garueña Guisatecha Inicio Manzaneda Marzán Omañón La Omañuela Oterico Pandorado Robledo Rosales Salce Santibáñez Socil Sosas del Cumbral Trascastro de Luna La Urz Valbueno Vegarienza La Velilla Villadepan Villar Villarín Villaverde \| |
| Campo la Lomba | 42°45′53″N 5°59′17″O / 42.76472, -5.98806 | 3           | 6              | \| Riello Andarraso Ariego de Abajo Ariego de Arriba Arienza Bonella Campo la Lomba El Castillo Castro la Lomba Ceide y Orrios Cirujales Cornombre Curueña Folloso Garueña Guisatecha Inicio Manzaneda Marzán Omañón La Omañuela Oterico Pandorado Robledo Rosales Salce Santibáñez Socil Sosas del Cumbral Trascastro de Luna La Urz Valbueno Vegarienza La Velilla Villadepan Villar Villarín Villaverde \| |
| El Castillo | 42°47′21″N 6°01′37″O / 42.78917, -6.02694 | 16          | 8              | \| Riello Andarraso Ariego de Abajo Ariego de Arriba Arienza Bonella Campo la Lomba El Castillo Castro la Lomba Ceide y Orrios Cirujales Cornombre Curueña Folloso Garueña Guisatecha Inicio Manzaneda Marzán Omañón La Omañuela Oterico Pandorado Robledo Rosales Salce Santibáñez Socil Sosas del Cumbral Trascastro de Luna La Urz Valbueno Vegarienza La Velilla Villadepan Villar Villarín Villaverde \| |
| Castro la Lomba | 42°45′54″N 5°57′48″O / 42.76500, -5.96333 | 7           | 3              | \| Riello Andarraso Ariego de Abajo Ariego de Arriba Arienza Bonella Campo la Lomba El Castillo Castro la Lomba Ceide y Orrios Cirujales Cornombre Curueña Folloso Garueña Guisatecha Inicio Manzaneda Marzán Omañón La Omañuela Oterico Pandorado Robledo Rosales Salce Santibáñez Socil Sosas del Cumbral Trascastro de Luna La Urz Valbueno Vegarienza La Velilla Villadepan Villar Villarín Villaverde \| |
| Ceide y Orrios | 42°47′10″N 5°56′37″O / 42.78611, -5.94361 | 24          | 0,7            | \| Riello Andarraso Ariego de Abajo Ariego de Arriba Arienza Bonella Campo la Lomba El Castillo Castro la Lomba Ceide y Orrios Cirujales Cornombre Curueña Folloso Garueña Guisatecha Inicio Manzaneda Marzán Omañón La Omañuela Oterico Pandorado Robledo Rosales Salce Santibáñez Socil Sosas del Cumbral Trascastro de Luna La Urz Valbueno Vegarienza La Velilla Villadepan Villar Villarín Villaverde \| |
| Cirujales | 42°47′00″N 6°04′47″O / 42.78333, -6.07972 | 40          | 13             | \| Riello Andarraso Ariego de Abajo Ariego de Arriba Arienza Bonella Campo la Lomba El Castillo Castro la Lomba Ceide y Orrios Cirujales Cornombre Curueña Folloso Garueña Guisatecha Inicio Manzaneda Marzán Omañón La Omañuela Oterico Pandorado Robledo Rosales Salce Santibáñez Socil Sosas del Cumbral Trascastro de Luna La Urz Valbueno Vegarienza La Velilla Villadepan Villar Villarín Villaverde \| |
| Cornombre | 42°49′36″N 6°02′16″O / 42.82667, -6.03778 | 14          | 13             | \| Riello Andarraso Ariego de Abajo Ariego de Arriba Arienza Bonella Campo la Lomba El Castillo Castro la Lomba Ceide y Orrios Cirujales Cornombre Curueña Folloso Garueña Guisatecha Inicio Manzaneda Marzán Omañón La Omañuela Oterico Pandorado Robledo Rosales Salce Santibáñez Socil Sosas del Cumbral Trascastro de Luna La Urz Valbueno Vegarienza La Velilla Villadepan Villar Villarín Villaverde \| |
| Curueña | 42°50′09″N 5°59′06″O / 42.83583, -5.98500 | 9           | 11             | \| Riello Andarraso Ariego de Abajo Ariego de Arriba Arienza Bonella Campo la Lomba El Castillo Castro la Lomba Ceide y Orrios Cirujales Cornombre Curueña Folloso Garueña Guisatecha Inicio Manzaneda Marzán Omañón La Omañuela Oterico Pandorado Robledo Rosales Salce Santibáñez Socil Sosas del Cumbral Trascastro de Luna La Urz Valbueno Vegarienza La Velilla Villadepan Villar Villarín Villaverde \| |
| Folloso | 42°46′17″N 6°01′01″O / 42.77139, -6.01694 | 6           | 9              | \| Riello Andarraso Ariego de Abajo Ariego de Arriba Arienza Bonella Campo la Lomba El Castillo Castro la Lomba Ceide y Orrios Cirujales Cornombre Curueña Folloso Garueña Guisatecha Inicio Manzaneda Marzán Omañón La Omañuela Oterico Pandorado Robledo Rosales Salce Santibáñez Socil Sosas del Cumbral Trascastro de Luna La Urz Valbueno Vegarienza La Velilla Villadepan Villar Villarín Villaverde \| |
| Garueña | 42°48′04″N 6°03′33″O / 42.80111, -6.05917 | 9           | 11             | \| Riello Andarraso Ariego de Abajo Ariego de Arriba Arienza Bonella Campo la Lomba El Castillo Castro la Lomba Ceide y Orrios Cirujales Cornombre Curueña Folloso Garueña Guisatecha Inicio Manzaneda Marzán Omañón La Omañuela Oterico Pandorado Robledo Rosales Salce Santibáñez Socil Sosas del Cumbral Trascastro de Luna La Urz Valbueno Vegarienza La Velilla Villadepan Villar Villarín Villaverde \| |
| Guisatecha | 42°47′18″N 6°00′29″O / 42.78833, -6.00806 | 7           | 6              | \| Riello Andarraso Ariego de Abajo Ariego de Arriba Arienza Bonella Campo la Lomba El Castillo Castro la Lomba Ceide y Orrios Cirujales Cornombre Curueña Folloso Garueña Guisatecha Inicio Manzaneda Marzán Omañón La Omañuela Oterico Pandorado Robledo Rosales Salce Santibáñez Socil Sosas del Cumbral Trascastro de Luna La Urz Valbueno Vegarienza La Velilla Villadepan Villar Villarín Villaverde \| |
| Inicio | 42°45′21″N 5°57′46″O / 42.75583, -5.96278 | 21          | 3,5            | \| Riello Andarraso Ariego de Abajo Ariego de Arriba Arienza Bonella Campo la Lomba El Castillo Castro la Lomba Ceide y Orrios Cirujales Cornombre Curueña Folloso Garueña Guisatecha Inicio Manzaneda Marzán Omañón La Omañuela Oterico Pandorado Robledo Rosales Salce Santibáñez Socil Sosas del Cumbral Trascastro de Luna La Urz Valbueno Vegarienza La Velilla Villadepan Villar Villarín Villaverde \| |
| Manzaneda de Omaña | 42°49′09″N 6°02′51″O / 42.81917, -6.04750 | 3           | 13             | \| Riello Andarraso Ariego de Abajo Ariego de Arriba Arienza Bonella Campo la Lomba El Castillo Castro la Lomba Ceide y Orrios Cirujales Cornombre Curueña Folloso Garueña Guisatecha Inicio Manzaneda Marzán Omañón La Omañuela Oterico Pandorado Robledo Rosales Salce Santibáñez Socil Sosas del Cumbral Trascastro de Luna La Urz Valbueno Vegarienza La Velilla Villadepan Villar Villarín Villaverde \| |
| Marzán | 42°46′46″N 6°06′26″O / 42.77944, -6.10722 | 20          | 16             | \| Riello Andarraso Ariego de Abajo Ariego de Arriba Arienza Bonella Campo la Lomba El Castillo Castro la Lomba Ceide y Orrios Cirujales Cornombre Curueña Folloso Garueña Guisatecha Inicio Manzaneda Marzán Omañón La Omañuela Oterico Pandorado Robledo Rosales Salce Santibáñez Socil Sosas del Cumbral Trascastro de Luna La Urz Valbueno Vegarienza La Velilla Villadepan Villar Villarín Villaverde \| |
| Omañón | 42°48′20″N 6°05′33″O / 42.80556, -6.09250 | 3           | 15             | |
| La Omañuela | 42°46′39″N 5°59′21″O / 42.77750, -5.98917 | 7           | 4,5            | |
| Oterico | 42°46′39″N 5°55′23″O / 42.77750, -5.92306 | 11          | 1,9            | |
| Pandorado | 42°46′58″N 5°58′25″O / 42.78278, -5.97361 | 15          | 3              | |
| Robledo de Omaña | 42°48′44″N 5°59′33″O / 42.81222, -5.99250 | 3           | 7              | |
| Rosales | 42°46′08″N 6°02′01″O / 42.76889, -6.03361 | 17          | 11             | |
| Salce | 42°50′31″N 6°01′06″O / 42.84194, -6.01833 | 51          | 13             | |
| Santibáñez de Arienza | 42°47′49″N 6°01′37″O / 42.79694, -6.02694 | 42          | 9              | |
| Santibáñez de la Lomba | 42°45′44″N 5°59′52″O / 42.76222, -5.99778 | 14          | 7              | |
| Socil | 42°47′52″N 5°57′42″O / 42.79778, -5.96167 | 10          | 4              | |
| Sosas del Cumbral | 42°49′55″N 6°04′55″O / 42.83194, -6.08194 | 9           | 15             | |
| Trascastro de Luna | 42°44′41″N 5°56′36″O / 42.74472, -5.94333 | 21          | 5              | |
| La Urz | 42°48′58″N 5°57′07″O / 42.81611, -5.95194 | 22          | 6              | |
| Valbueno | 42°48′12″N 6°04′44″O / 42.80333, -6.07889 | 3           | 16             | |
| Vegarienza | 42°47′17″N 6°02′38″O / 42.78806, -6.04389 | 37          | 9,5            | |
| La Velilla | 42°45′17″N 5°55′54″O / 42.75472, -5.93167 | 14          | 2,5            | |
| Villadepan | 42°48′54″N 6°05′03″O / 42.81500, -6.08417 | 5           | 17             | |
| Villar de Omaña | 42°47′36″N 6°05′26″O / 42.79333, -6.09056 | 10          | 15             | |
| Villarín de Riello | 42°48′23″N 5°59′06″O / 42.80639, -5.98500 | 8           | 6              | |
| Villaverde de Omaña | 42°46′56″N 6°05′45″O / 42.78222, -6.09583 | 10          | 14             | |
| Total |                                           | 622         |                | |
| Fuente: INE, 2012 y Google Earth |                                           |             |                | |
| Riello Andarraso Ariego de Abajo Ariego de Arriba Arienza Bonella Campo la Lomba El Castillo Castro la Lomba Ceide y Orrios Cirujales Cornombre Curueña Folloso Garueña Guisatecha Inicio Manzaneda Marzán Omañón La Omañuela Oterico Pandorado Robledo Rosales Salce Santibáñez Socil Sosas del Cumbral Trascastro de Luna La Urz Valbueno Vegarienza La Velilla Villadepan Villar Villarín Villaverde |                                           |             |                | |

Movimiento migratorio
En cuanto al colectivo inmigrante, según el padrón municipal de 2011 del INE, en Riello residían 8 personas procedentes de otros países: 3 hombres (0,41 % del total de la población) y 5 mujeres (0,69 % del total). Por países de origen, 2 habitantes proceden de la Unión Europea (Portugal y Alemania), 2 son extracomunitarios y 4 proceden de América.

## Economía

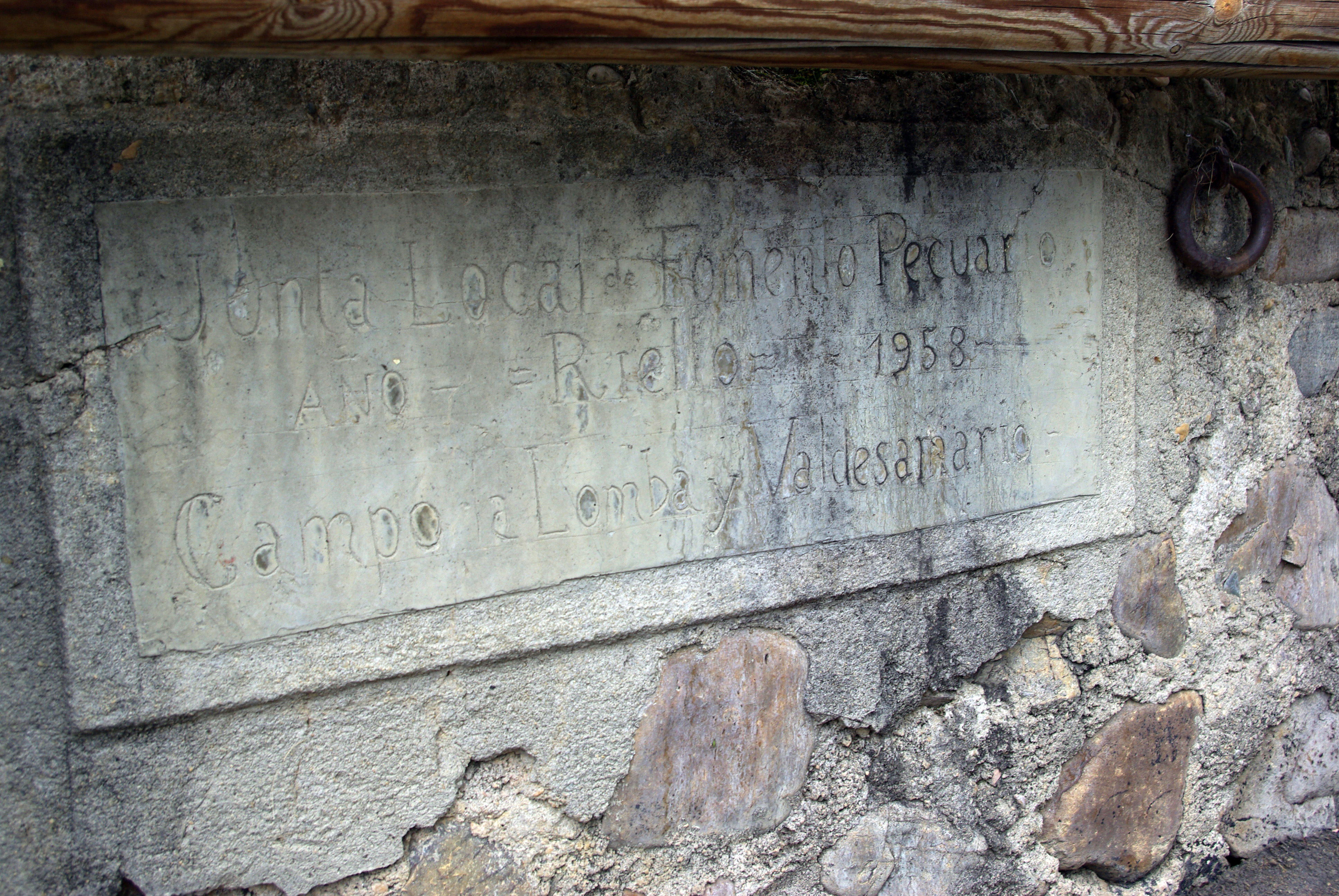
La ganadería, principal actividad económica tradicional en Riello: Placa de fomento pecuario de 1958

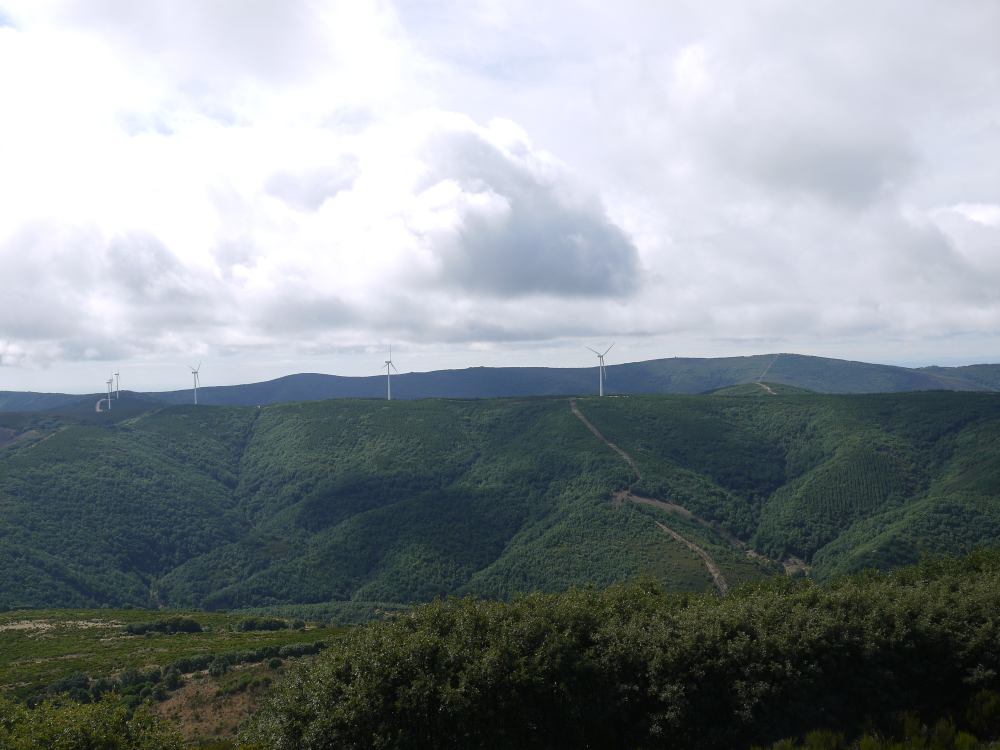
Parque eólico en la Lomba

Hasta mediados del siglo XX las actividades económicas se centraban en la agricultura y la ganadería. Tenía importancia el cultivo del centeno y patatas, dedicados principalmente al autoabastecimiento, así como la caza. La ganadería constituía la mayor parte de los ingresos familiares y una gran parte de los terrenos se dedicaban a los
pastos. Los intercambios comerciales entre la población se producían en los mercados de Riello y El Castillo.
En el siglo XXI la agricultura continúa como actividad principal, empleando al 61,7 % de la población, mientras que las empresas del sector primario apenas suponen un 11,1 %. Respecto a la distribución del suelo, los terrenos municipales se distribuyen de la siguiente forma: herbáceos (2,84 %), forestales (14,95 %), pastos (80,28 %), leñosos (0,01 %) y otros usos (1,92 %).
El sector secundario es inexistente en Riello pues no emplea a ningún trabajador y el de la construcción representa el 5 % de la población y el 11,1 % de empresas. El sector energético ha invertido en la construcción de parques eólicos en Riello y en los municipios circundantes. A pesar de ser un recurso económico sustancial para las poblaciones, estas instalaciones han susticado polémica por su posible impacto ecológico e irregularidades en la tramitación de los permisos. En 2011 se paralizó el parque Salce, un proyecto de la Productora de Energía Eólica S.A.
El sector servicios es el segundo más importante en el conjunto de la economía municipal pues emplea al 33 % de trabajadores y agrupa al 78 % de los negocios, la mayoría de ellos comercios al por menor, restaurantes, bares y
hoteles. En total, en septiembre de 2012 existían en el municipio un total de 9 establecimientos que ocupaban a 18 trabajadores. Dentro del sector servicios, el turismo está representado por más de una decena de alojamientos de turismo rural.
A raíz de la crisis económica de 2008-2015, el número de parados se ha incrementado y así, según el Servicio Público de Empleo Estatal, si en octubre de 2007 el paro registrado era de 14 personas, en diciembre de 2012 ascendía a 33 personas, de las cuales 24 eran hombres y 9 eran mujeres, con un índice de paro del 6,5 % en 2011, casi la mitad de la media nacional.

## Transporte y comunicaciones
Parque de vehículos

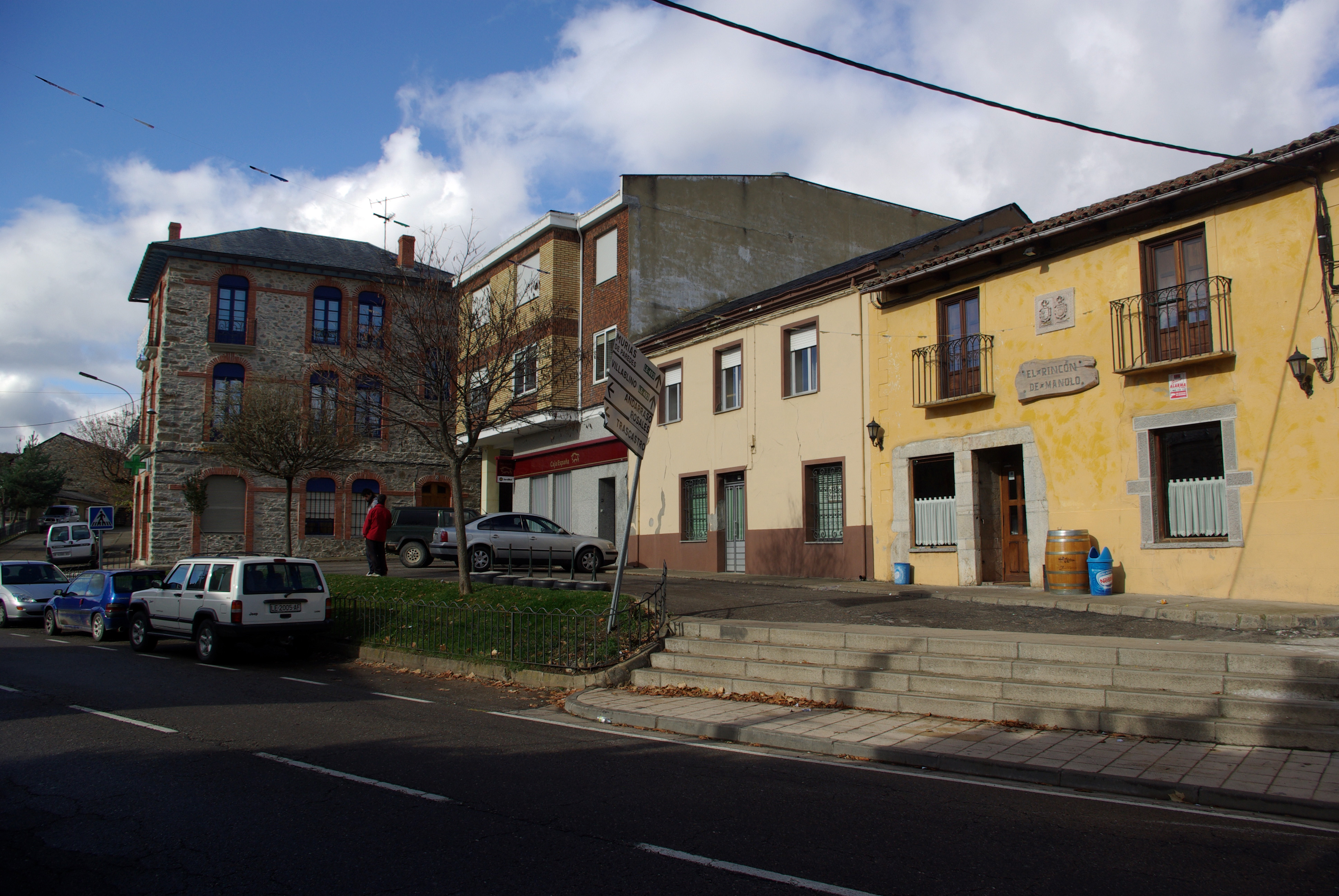
Calle en Riello

En 2011, el municipio contaba con un total de 590 vehículos de motor, que representan 562,1 automóviles por cada 1000 habitantes. Los puntos de Inspección Técnica de Vehículos más cercanos se encuentran en la capital provincial y en Villager de Laciana.
| Tipo de vehículo | Cantidad |
| Automóviles      | 403      |
| Camiones         | 146      |
| Motocicletas     | 26       |
| Autobuses        | 0        |
| Tractores        | 1        |
| Otros vehículos  | 14       |
| Total            | 590      |

Red viaria

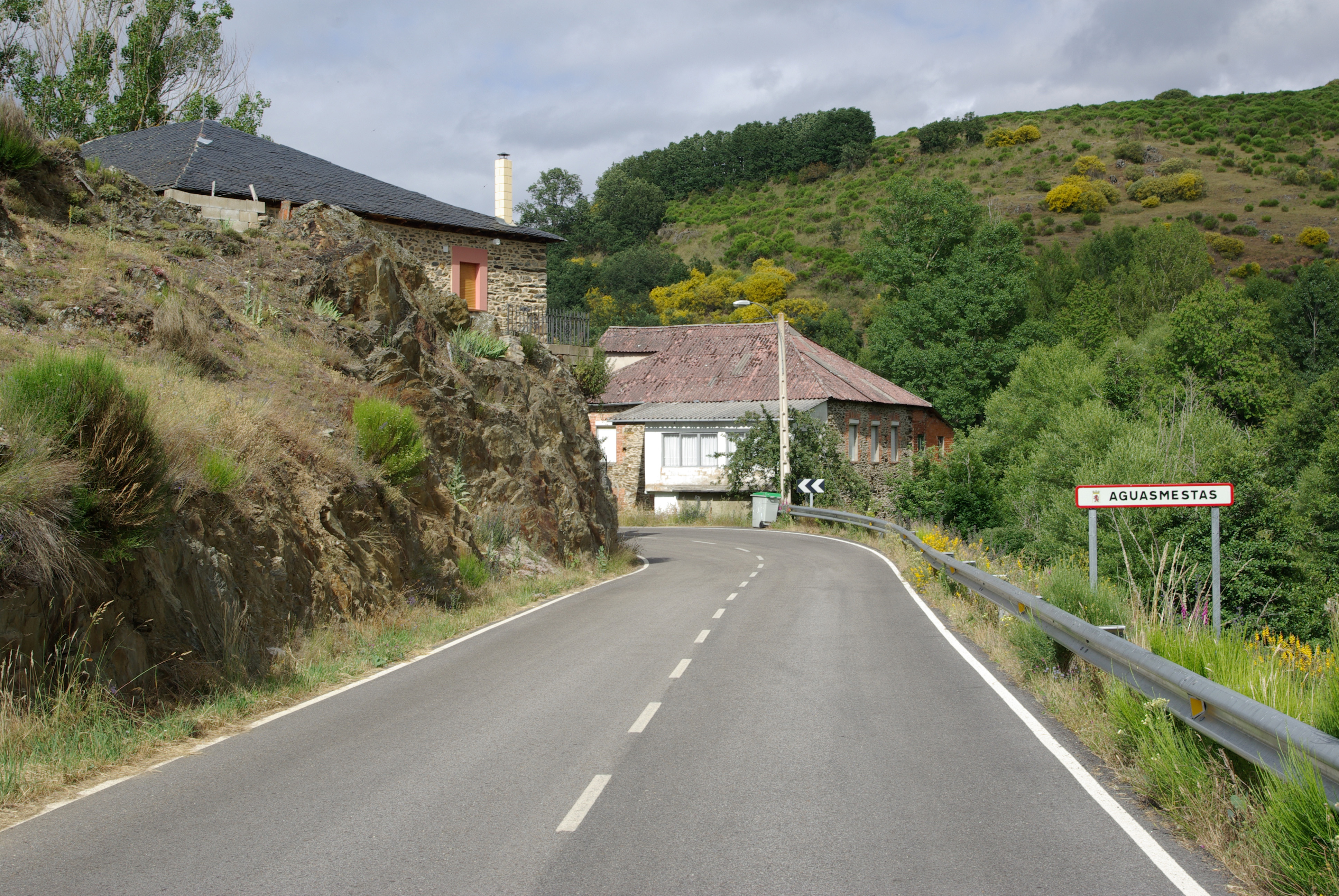
Entrada al núcleo de Aguasmestas

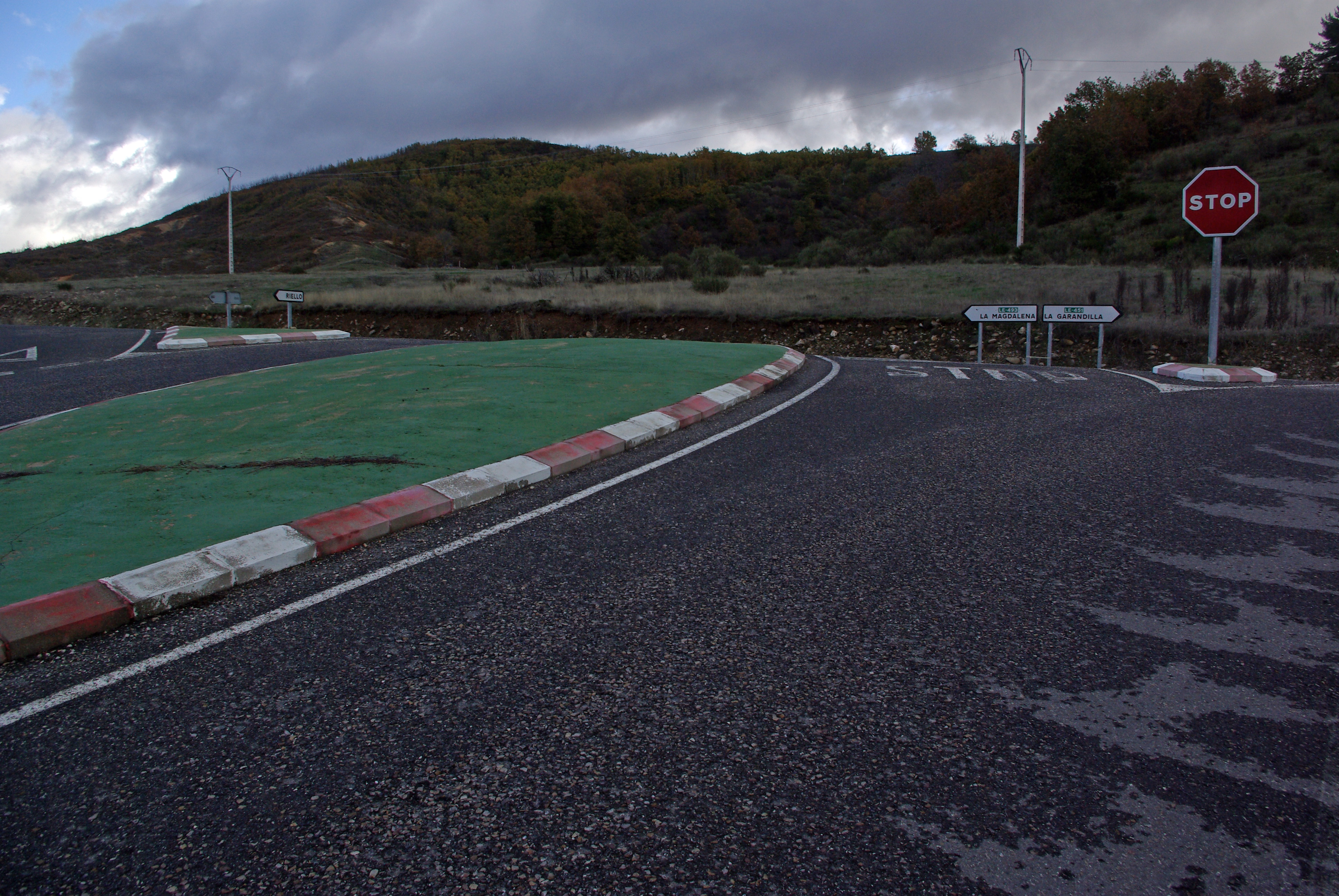
Cruce de carreteras CV-128-19 al sur de Riello

Riello está conectado con el resto de la provincia y del país a través de varios viales de distinta categoría; la ruta principal es la LE-493 que, por el Este, conecta con la autopista AP-66 y con las carreteras autonómicas CL-623 y CL-626 en la localidad de La Magdalena, y por el Oeste conecta con Villablino a través del puerto de la Magdalena. Asimismo son varios los viales que unen el núcleo de Riello con el resto de poblaciones del municipio.
| Identificador | Denominación         | Itinerario                                           |
| ------------- | -------------------- | ---------------------------------------------------- |
| LE-493        | Carretera autonómica | Discurre entre La Magdalena y Rioscuro (Villablino). |
| CV-128-1      | Carretera provincial | Comunica Cirujales con Villar de Omaña.              |
| CV-128-2      | Carretera provincial | Comunica Aguasmestas (Cirujales) con Fasgar.         |
| CV-128-4      | Carretera provincial | Comunica Vegarienza con Sosas del Cumbral.           |
| CV-128-5      | Carretera provincial | Comunica Riello con Rosales y El Castillo.           |
| CV-128-6      | Carretera provincial | Comunica la LE-493 con Cornombre.                    |
| CV-128-7      | Carretera provincial | Comunica Pandorado con Salce.                        |
| CV-128-8      | Carretera provincial | Comunica Riello con Socil y Robledo de Omaña.        |
| CV-128-9      | Carretera provincial | Comunica Riello con Bonella y La Urz.                |
| CV-128-11     | Carretera provincial | Comunica Inicio con Andarraso.                       |
| CV-128-19     | Carretera provincial | Comunica Riello con Trascastro de Luna y la LE-460.  |
| CV-128-23     | Carretera provincial | Comunica la LE-493 con Villadepan.                   |
| CV-128-25     | Carretera provincial | Comunica la CV-128-27 con Curueña.                   |
| CV-128-27     | Carretera provincial | Comunica Pandorado con La Omañuela.                  |
| CV-102-24     | Carretera provincial | Comunica Omañón con Sabugo y Senra.                  |

Transporte público
Para el transporte de viajeros por autobús, la compañía ALSA ofrece servicios por carretera entre el municipio y distintos destinos provinciales y comarcales como por ejemplo León, Villablino o Guardo.
La línea de ferrocarril más próxima es la de León-Ponferrada. En lo que concierne al transporte aéreo, el aeropuerto más cercano es el de León, localizado en la localidad de La Virgen del Camino, entre Valverde de la Virgen y San Andrés del Rabanedo, a 46 kilómetros de Riello. Asimismo, las otras opciones a menor distancia son los aeropuertos de Valladolid y Asturias, situados a 177 y 144 kilómetros respectivamente.

## Política y administración
Riello incorpora los antiguos municipios de Riello, Vegarienza y Campo la Lomba derivados a su vez de los concejos Villamor de Riello, La Lomba y parte de los concejos de Omaña y de Luna de Abajo. Estos concejos eran la antigua unidad administrativa de la zona norte de la provincia de León hasta el siglo XIX. Desde su formación, Riello ha sido la cabeza de municipio.
Administración municipal

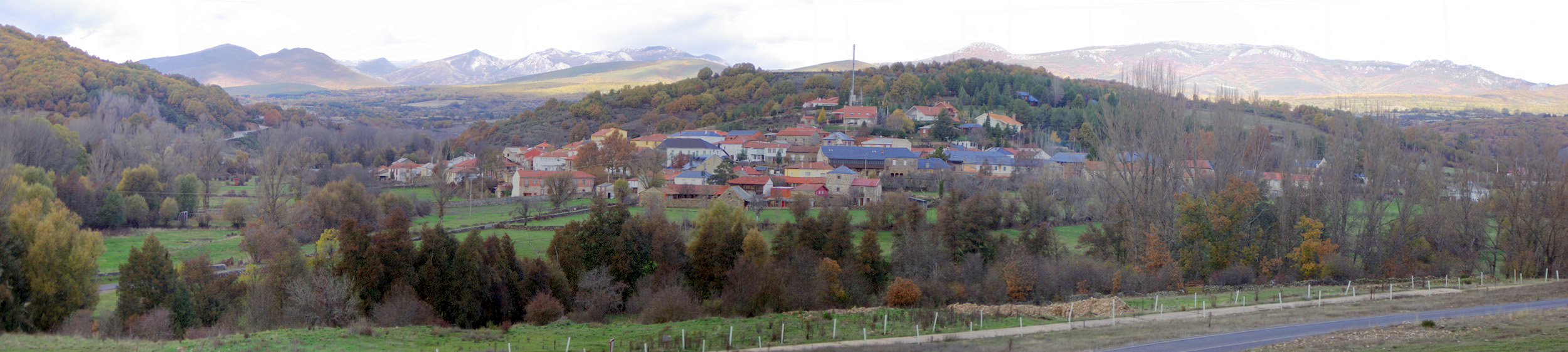
Vista general de la cabecera municipal

La administración de Riello corre a cargo del ayuntamiento, cuyos componentes se eligen cada cuatro años por sufragio universal entre todos los residentes mayores de 18 años empadronados en el municipio. De acuerdo a la Ley Orgánica del 19 de junio de 1985 del Régimen Electoral General, se eligen a 7 concejales desde 2003.
| Partido político | 1979    | 1979       | 1983    | 1983       | 1987    | 1987       | 1991    | 1991       | 1995    | 1995       | 1999    | 1999       |
| Partido político | % votos | concejales | % votos | concejales | % votos | concejales | % votos | concejales | % votos | concejales | % votos | concejales |
| PP               | 29,85   | 2          | 82,91   | 8          | 54,31   | 6          | 52,91   | 5          | 59,88   | 6          | 46,51   | 5          |
| PSOE             | 10,2    | 1          | -       | -          | 25,31   | 2          | 35,19   | 3          | 9,50    | 1          | 34,45   | 3          |
| UPL              | -       | -          | -       | -          | 8,76    | 1          | -       | -          | 11,92   | 1          | -       | -          |
| IU CYL           | -       | -          | -       | -          | 4,15    | 0          | 9,87    | 1          | 16,29   | 1          | 15,70   | 1          |
| IND 1 24132      | -       | -          | -       | -          | 4,92    | 0          | -       | -          | -       | -          | -       | -          |
| CDS              | -       | -          | 17,09   | 1          | 4,79    | 0          | -       | -          | -       | -          | -       | -          |
| UCD              | 59,95   | 6          | -       | -          | -       | -          | -       | -          | -       | -          | -       | -          |

| Partido político | 2003    | 2003       | 2007    | 2007       | 2011    | 2011       | 2015    | 2015       |
| Partido político | % votos | concejales | % votos | concejales | % votos | concejales | % votos | concejales |
| PP               | 47,36   | 4          | 52,40   | 4          | 48,03   | 4          | 62,37   | 5          |
| PSOE             | 30,83   | 2          | 16,70   | 1          | 34,91   | 3          | 34,62   | 2          |
| UPL              | 4,60    | 0          | 3,37    | 0          | 4,91    | 0          | -       | -          |
| IU CYL           | 16,01   | 1          | -       | -          | -       | -          | -       | -          |
| Asociación Omaña | -       | -          | 25,22   | 2          | 11,32   | 0          | -       | -          |

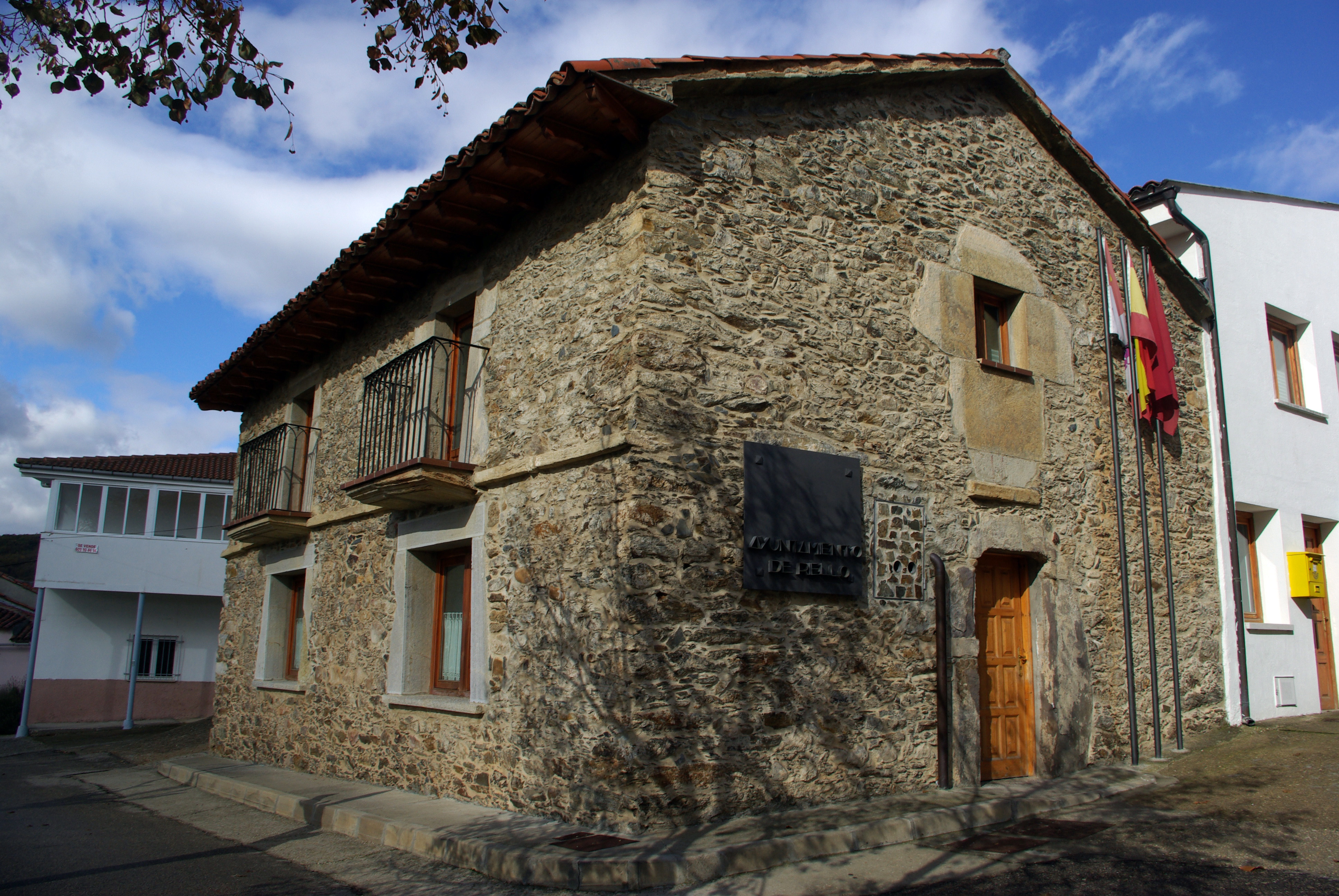
Edificio del ayuntamiento

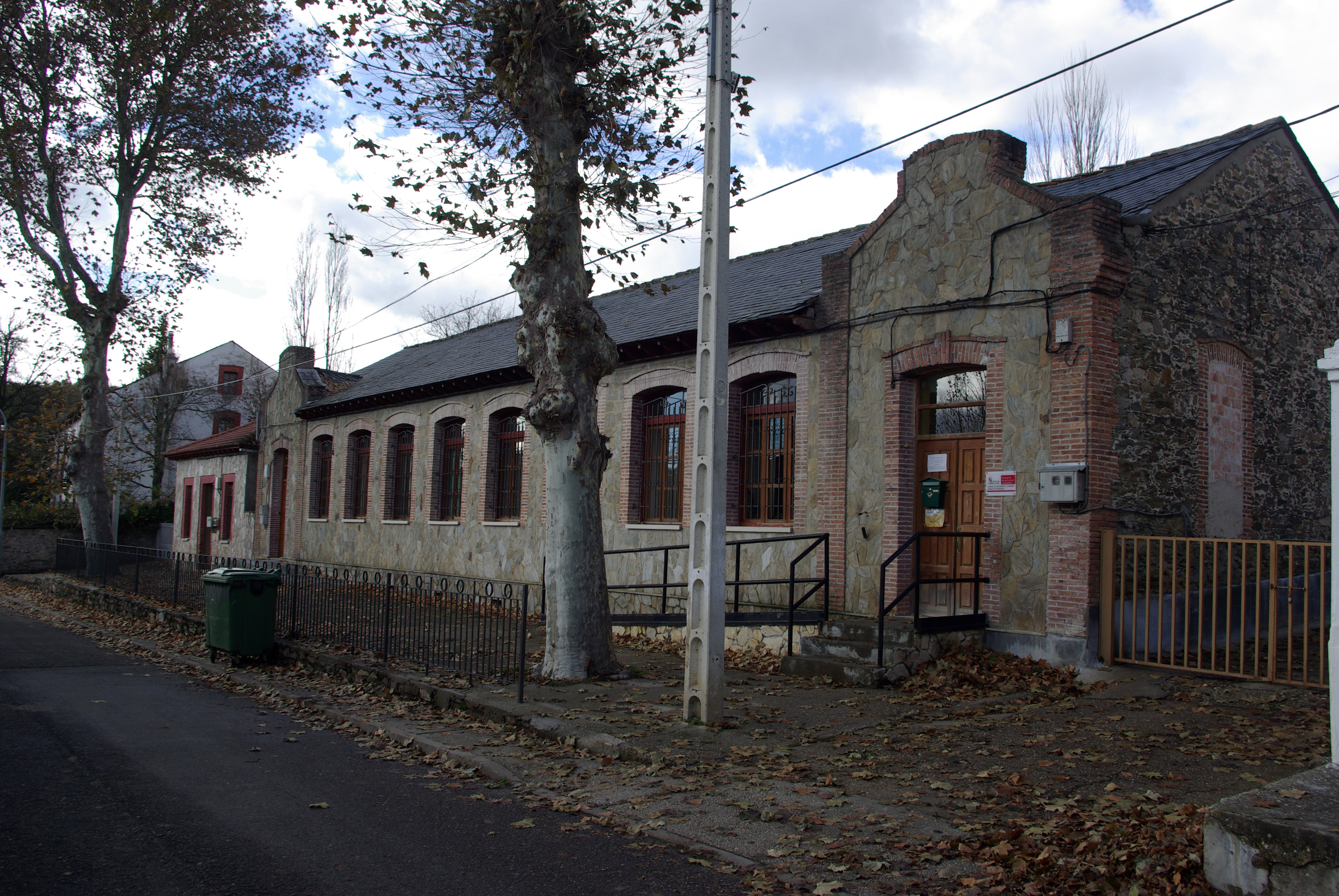
Unidades veterinaria y de desarrollo agrario

En lo que respecta a la administración de las diferentes unidades poblacionales, hasta entrado el siglo XX se basaba en el concejo abierto formado por los vecinos y característico de la comarca de Omaña. Los concejos de aldea solían tener lugar en la entrada de la iglesia, convocados por un toque de campana especial. En ellos se decidían cuestiones concernientes al uso de los recursos comunales y su mantenimiento. Los usos y costumbres de los pueblos estaban recogidos en sus ordenanzas respectivas. Esta distintiva organización social de la comarca ha desaparecido junto a los modos de subsistencia tradicionales. Con la creación de las comunidades autónomas, los concejos de aldea se convirtieron en entidades de ámbito territorial inferior al municipio (EATIM), regidas por un alcalde pedáneo y junta vecinal. Las EATIM tienen como competencias la administración del su patrimonio histórico y forestal, construcción y reparación de
fuentes y abrevaderos, la policía de caminos rurales, montes, fuentes
y ríos y limpieza de las calles.
Administración judicial
Riello pertenece al partido judicial número 2 de la provincia de León, con sede en León (España). El Registro Civil está en las oficinas del Juzgado de Primera Instancia n.º 5 y el Juzgado de violencia sobre la mujer en el Juzgado de Instrucción n.º 4, con el mismo domicilio.
La localidad de Riello es sede de la agrupación 69 de juzgados de paz, que comprende los municipios de Riello, Las Omañas, Los Barrios de Luna, Carrocera, Rioseco de Tapia, Santa María de Ordás, Soto y Amío y Valdesamario.

## Servicios públicos
Los servicios públicos disponibles en el municipio comprenden la educación infantil y primaria, centros de atención sanitaria primaria y una residencia de personas mayores.
Educación

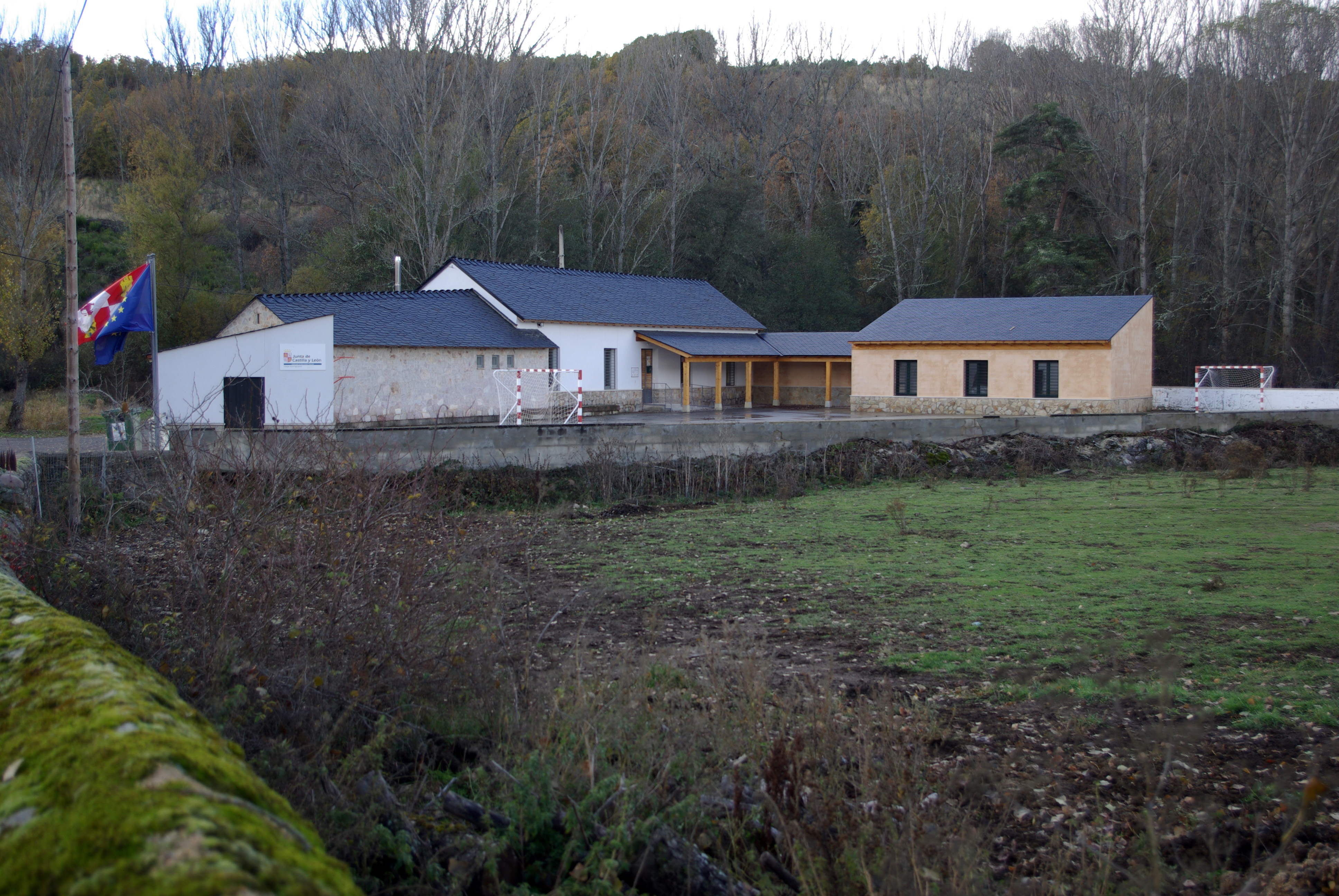
Colegio Rural Agrupado de Riello

Riello cuenta con un Colegio Rural Agrupado (CRA), dependiente de la Junta de Castilla y León, que imparte educación infantil de segundo ciclo y primaria. El CRA estaba dividido en cuatro centros, en Riello, Cirujales, Barrio de la Puente y Murias de Paredes hasta el curso 1999/2000, desde el que solo sigue en funcionamiento el de Riello a causa de la disminución de la población escolar. En cuanto a educación secundaria, el centro está adscrito al Instituto de Educación Secundaria Ramiro II, en La Robla.
Sanidad
El sistema sanitario del municipio se presta a través del sistema público de salud, gestionado por Sacyl (Sanidad Castilla y León), mediante tres consultorios médicos en Riello, Cirujales y Salce, dependientes del centro de salud de La Magdalena en el cual se centraliza la zona básica de salud «La Magdalena», a la cual pertenecen varios municipios de la zona. Asimismo, el municipio cuenta con una farmacia en la localidad de Riello.
Por otro lado, el municipio no cuenta con un centro hospitalario cercano por lo que sus habitantes han de acudir a los existentes en la capital provincial, como el Hospital de León, o el de Villablino, ambos a unos 44 km de distancia.
Servicios sociales
En cuanto a servicios sociales, Riello cuenta con una residencia de personas mayores, de titularidad pública, que dispone de 26 plazas, tanto para válidos como asistidos. El Centro de Acción Social (CEAS) más cercano está en Canales.

## Cultura

### Patrimonio

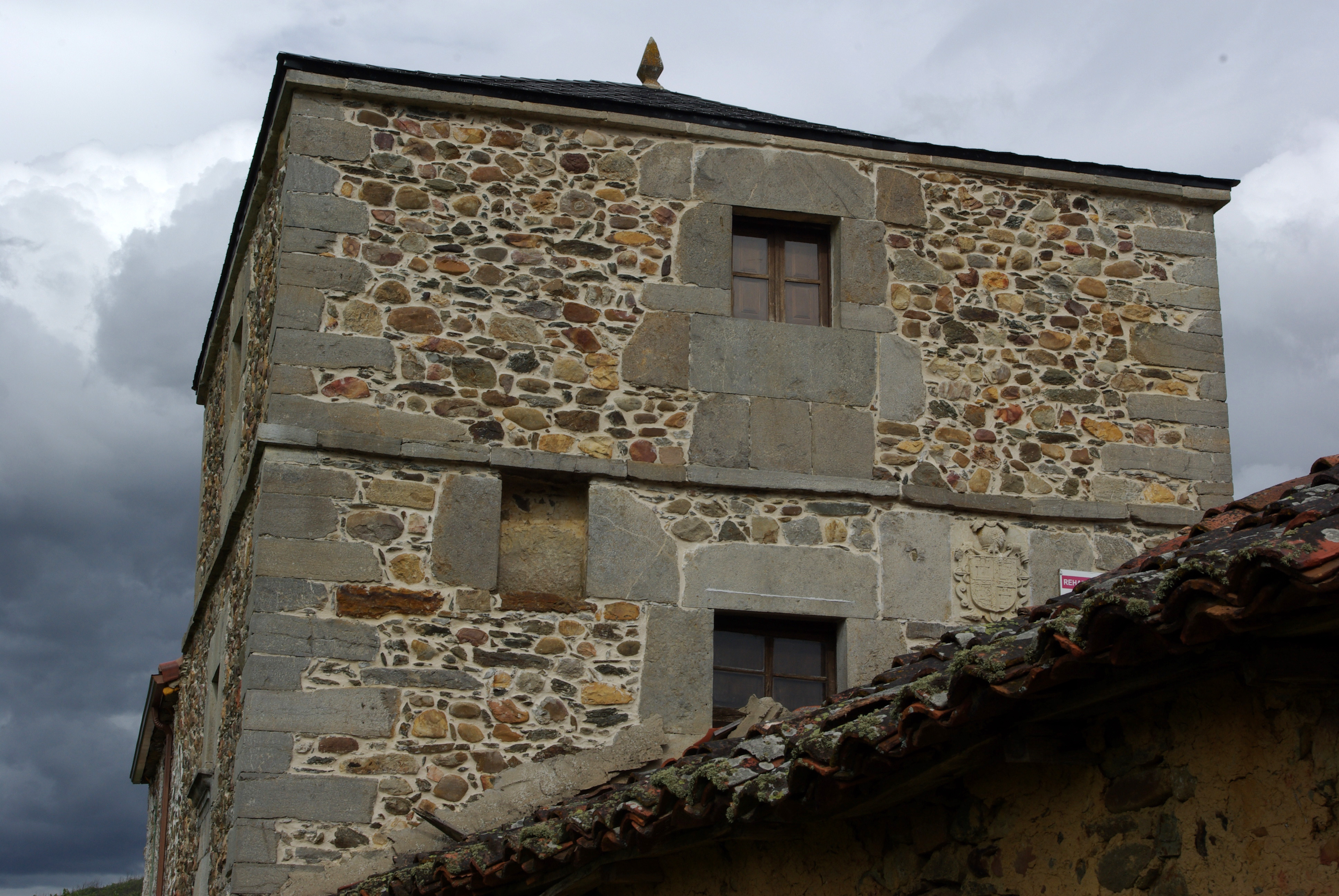
Torreón blasonado de Riello

Riello posee un interesante patrimonio, que se encuentra en muchos casos en un estado de conservación precario. En adición a los restos de castros y los diversos restos romanos y medievales, de importancia arqueológica, el patrimonio abarca numerosos edificios y objetos de arte.
Patrimonio arquitectónico
Se conservan fachadas blasonadas en varias poblaciones, como Riello, Campo la Lomba, La Urz y Folloso, entre otras. También son de interés las numerosas ermitas e iglesias. El monumento antiguo más destacable es el castillo de Benal o Beñal, del siglo XIV, de planta triangular y edificado sobre un antiguo castro. El castillo, perteneciente a los Condes de Luna, dejó de usarse en el siglo XIX y se encuentra en ruinas. Se encuentra en discusión su traspaso al ayuntamiento de
Riello para su eventual restauración. Del siglo XVII datan el santuario de Pandorado, con una torre de planta cuadrada de tres cuerpos y la casa blasonada de los Tusinos, en Folloso, esta última en bastante mal estado.
Patrimonio escultórico

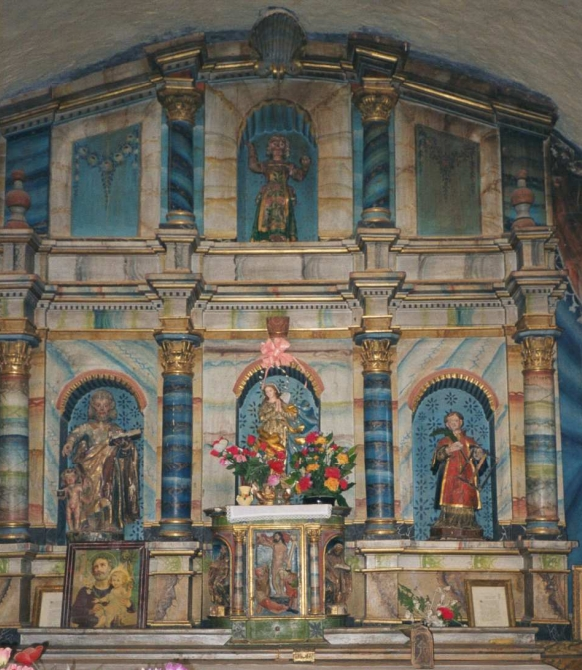
Altar mayor de la iglesia de Rosales

La escultura religiosa es una manifestación artística importante por su abundancia
en las localidades de Riello y existen numerosos ejemplos destacables. Los más antiguos datan del románico,
como la talla del Cristo Crucificado en Cornombre y la de la Virgen con el Niño en el santuario de Pandorado. Las imágenes de Nuestra Señora de Grazón y de la Virgen de las Nieves, en Vegarienza y de la Virgen de la Esperanza de La Omañuela, tallada en madera policromada también presentan rasgos de este estilo. Entre las obras
pertenecientes al estilo gótico son notorias el Relicario de Cristo de madera, en La Velilla y el Crucificado de la ermita del Cristo en La Puebla (El Castillo). También se clasifica dentro de este estilo la imagen de
San Marcos en la iglesia de Castro la Lomba. Ya del renacimiento se fechan el retablo de la iglesia de Salce y la estatua de Santa Ana, en Inicio. Finalmente, las imágenes de Santa Lucía y Santa Bárbara de la iglesia de Villaceid son buenos ejemplos de la escultura barroca de la zona.

### Lengua
El leonés es la lengua tradicionalmente hablada en
Riello, aunque en situación de diglosia frente al castellano: por
ejemplo, las ordenanzas de los pueblos y otros documentos antiguos se
encuentran habitualmente escritos en castellano y no en leonés. César Morán ha documentado varios ejemplos del habla y vocabulario tradicional de área de Riello en sus obras.

### Literatura
En el municipio de Riello existe una tradición de literatura popular oral de inspiración religiosa, histórica y mitológica común al resto de la comarca de Omaña. Son notorios los relatos basados en apariciones de la Virgen, entre los que el relato del milagro de la Virgen de Pandorado es el ejemplo más conocido, así como las leyendas sobre las batallas contra los musulmanes en
las que Santiago Apóstol habría tomado
parte. La historia de Ares de Omaña, asesinado por su tío Pedro Suárez de Quiñones, se convirtió en el sujeto de numerosas coplas, romances
e historias simbolizando la oposición omañesa frente a los Quiñones titulares del Condado de Luna. Otras leyendas versan sobre tesoros escondidos en lagos y manantiales y los encantamientos realizados por los «moros», personajes de la mitología del noroeste peninsular de origen incierto.
Muchos de estos relatos y poemas populares han sido recopilados en la primera mitad del siglo XX por César Morán, sacerdote agustino, escritor y etnógrafo y arqueólogo autodidacta nacido en Rosales, homenajeado por su obra de divulgación cultural con un monolito y el nombre de una calle en su pueblo natal. En 2012, la Diputación de Salamanca organizó una exposición sobre su obra. Otro autor destacado, nacido en la localidad de Riello, es el poeta
Luis Miguel Rabanal, autor de una veintena de libros y recipiente de varios premios. Riello es una inspiración importante de su obra y figura en varios de sus escritos como «Olleir». En agosto de 2011 la localidad le dedicó la hasta entonces llamada calle del Rodeo.

### Arquitectura

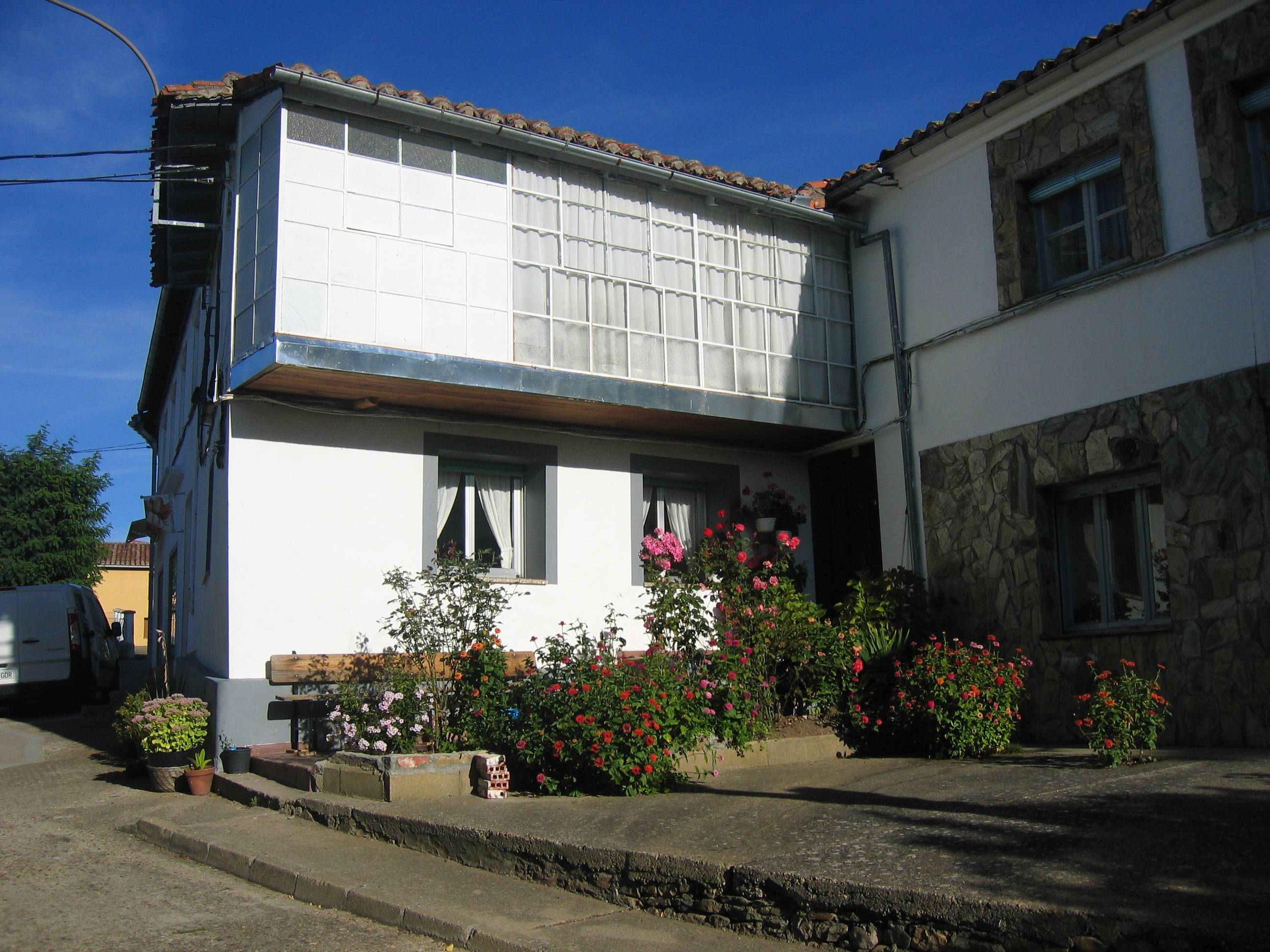
Vivienda de Riello con corredor cubierto

La piedra y la madera son los principales materiales utilizados para las construcciones. Los edificios de
planta cuadrada predominan en el término de Riello, en contraste con el oeste de Omaña y el
Bierzo, donde la planta circular es común en construcciones
antiguas. Los techados son bastante inclinados para impedir la acumulación de nieve. Antiguamente las
cubiertas eran de teito, confeccionadas con «cuelmos» o manojos de
centeno, pero los ejemplos que se conservan suelen encontrarse en pajares y
edificios auxiliares, muy deteriorados y a veces cubiertos de fibrocemento. Ya desde el siglo XX el techo de las viviendas es normalmente de teja o de losa de pizarra. Las casas, de uno
o dos pisos, y las construcciones adjuntas destinadas al albergue del ganado y otros propósitos se alzan alrededor de un corral interior. El estilo es funcional y rústico, si bien no desprovisto de elementos decorativos, como el uso de piedra labrada o ladrillo para enmarcar puertas y ventanas y el encalado de las paredes. Un elemento arquitectónico a destacar son los corredores o curridores, bien abiertos o cerrados por cristaleras, estos últimos más raros.

### Festividades
Muchas de las festividades celebradas en Riello son de carácter religioso. Entre estas se encuentran las festividades de arraigo en toda España, como la Navidad, el día de los Reyes Magos, la Semana Santa y el Corpus Christi, así como las fiestas de los santos y vírgenes patrones de cada pueblo. También perduran algunas celebraciones de carácter profano, aunque otras se han ido perdiendo al paso de los años. En febrero o marzo, antes de la Cuaresma, aún tiene lugar la fiesta de carnaval conocida como zafarronada. Esta cuenta con un personaje principal, el zafarrón, disfrazado con una piel de oveja, cencerros y una careta de carnero; el zafarrón recorre los pueblos acompañado de otros personajes como «el ciego», «la ciega», «las gitanas», «el torero» y «el toro». Al final del desfile, la comitiva se reúne en Riello, donde se celebra «la corrida», y se finaliza la fiesta con una gran hoguera. Antaño tenía lugar otra fiesta profana el 30 de abril, conocida como la quema de la vieja o queima de la vieya. En ella, los niños formaban una pila con urces, escobas y paja, incorporando algunas prendas femeninas para representar a la mujer de más edad del pueblo, a la que se prendía fuego al oscurecer.
Hasta la década de los 60 del siglo XX, se celebraban hasta cuatro romerías distintas al santuario de Pandorado, en el término de La Omañuela. La primera tenía lugar el martes antes del día de la Ascensión; en ella tomaban parte los pueblos del antiguo Concejo de la Lomba, cuyos habitantes se reunían al aire libre en un alto donde se realizaban las rogativas y la bendición de los campos. El día de la Ascensión asistían al santuario los pobladores de Ariegos, Socil, Villarín de Riello, Robledo, Guisatecha y Riello. Tras la misa y la procesión se organizaba un baile. El martes siguiente al día de la Ascensión se festejaba el «Día de Pandorado», consistente en una gran feria, a la que asistían no solo las gentes de Riello, sino de Omaña entera y las comarcas vecinas de Babia y Luna y que atraía mercaderes de todo León, Galicia y Asturias. En la última romería del año al santuario, que aún se celebra el 15 de agosto, tiene lugar una procesión en la que participan los pendones de los pueblos de Omaña.
El la localidad de Riello se celebra la festividad de San Bautista Degollado el 28 y 29 de agosto. En diciembre, antes de la Navidad tiene lugar el «Sábado Castañero».

### Costumbres

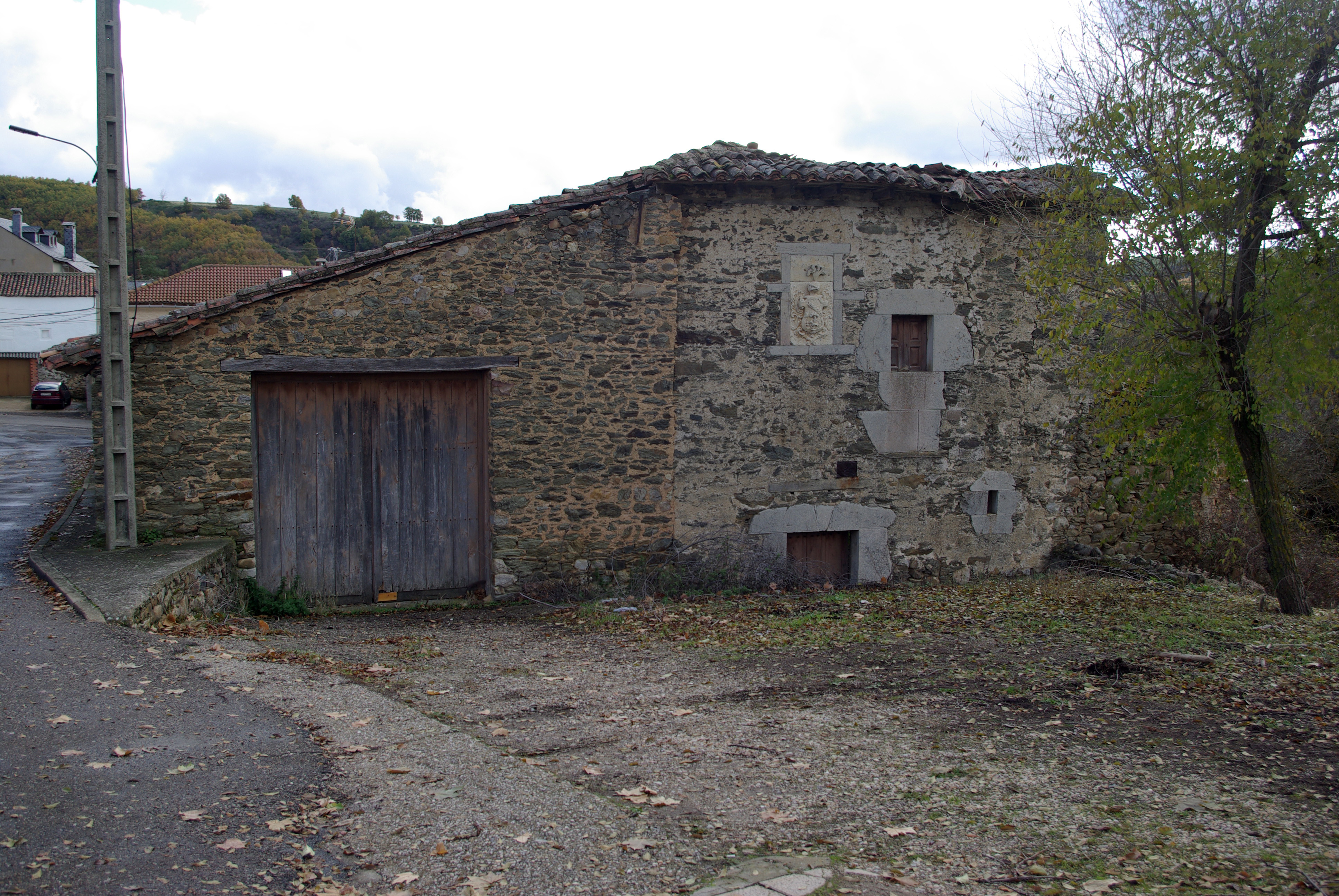
Casa blasonada en Riello

Las costumbres típicas de Riello y sus poblaciones son a menudo compartidas con otros municipios de la montaña leonesa. Los bolos leoneses es el juego tradicional más practicado. Entre las costumbres más renombradas están el filandón y el calecho, reuniones de vecinos para pasar el rato contando historias o jugando a las cartas. Los filandones tenían lugar durante las largas tardes de invierno y los asistentes realizaban tareas domésticas como el hilado durante estas reuniones, de donde reciben su nombre. Los calechos solían tener lugar al aire libre. El Samartino o Sanmartino, día en que se realizaba la matanza del cerdo, y la recolección de la cosecha de cereles eran eventos de gran importancia en el marco de la economía de subsistencia existente en el pasado. Algunas de ellas se están perdiendo a causa de la despoblación y el abandono de los antiguos modos de vida.

### Gastronomía

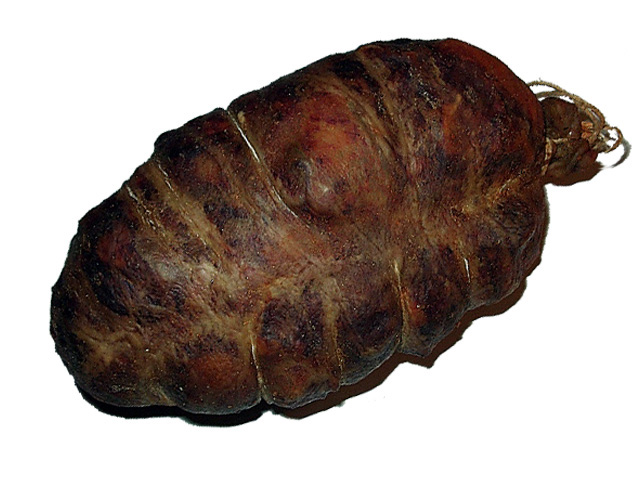
Llosco, conocido como «botillo» en otras zonas de León

La gastronomía de Riello, como en buena parte de la montaña leonesa, está basada en los alimentos que se pueden cultivar o producir localmente. Entre los alimentos de origen animal destacan los productos lácteos, principalmente leche y mantequilla, huevos y carne, principalmente la de cerdo, que eran cebados para este fin. En el Samartino se confeccionaban las morcillas, chorizos y lloscos, curados en las cocinas de humo y almacenados en la despensa —conocida como «gabitera»— para su consumición durante todo el año siguiente. Estos embutidos eran un elemento tan fundamental de la dieta que las ordenanzas de los pueblos dictaban a veces la obligación de adquirir un cerdo por familia. También se usaba la carne proveniente de la caza de especies propias de la zona, como jabalíes, liebres, perdices, y de la pesca, como las truchas.
Entre los alimentos de origen vegetal, el más importante era el pan, casi siempre de centeno, las legumbres y verduras, como las patatas, berzas, fréjoles, habas, garbanzos o guisantes, y las frutas, cultivadas o silvestres: manzanas, cerezas, peras, nisos —variedad de ciruela—, castañas, moras, arándanos y miruéndanos.
Dentro de los platos típicos destacan, entre otros, el cocido omañés, las migas, las sopas de ajo, la sopa de trucha, el brazo de gitano, los fisuelos —llamados también frisuelos— y los miajotes, consistentes en una pasta hecha con moras y pan. Son comunes los licores de orujo caseros de guindas, arándanos y otras frutas.

## Deportes

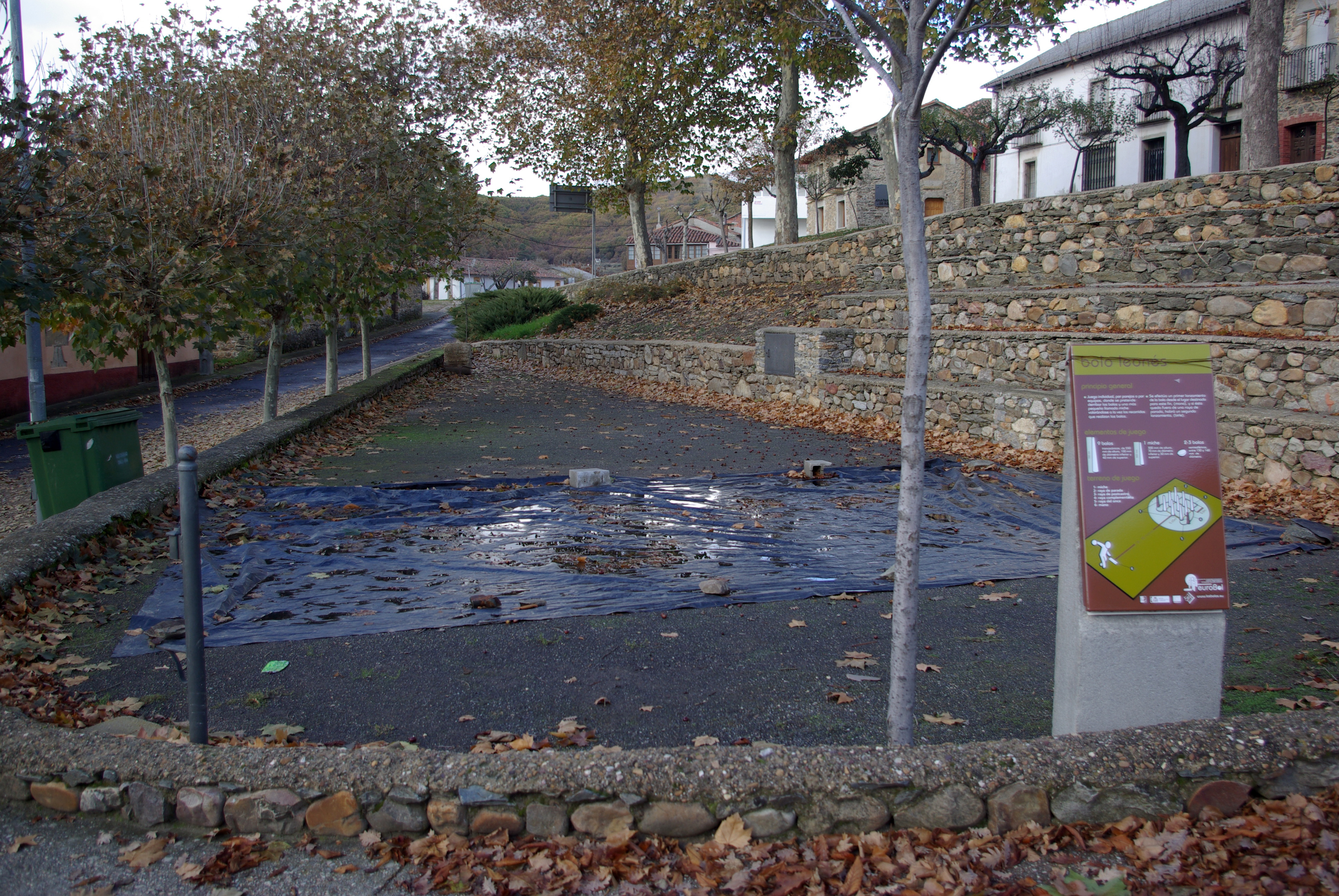
Bolera de bolos leoneses

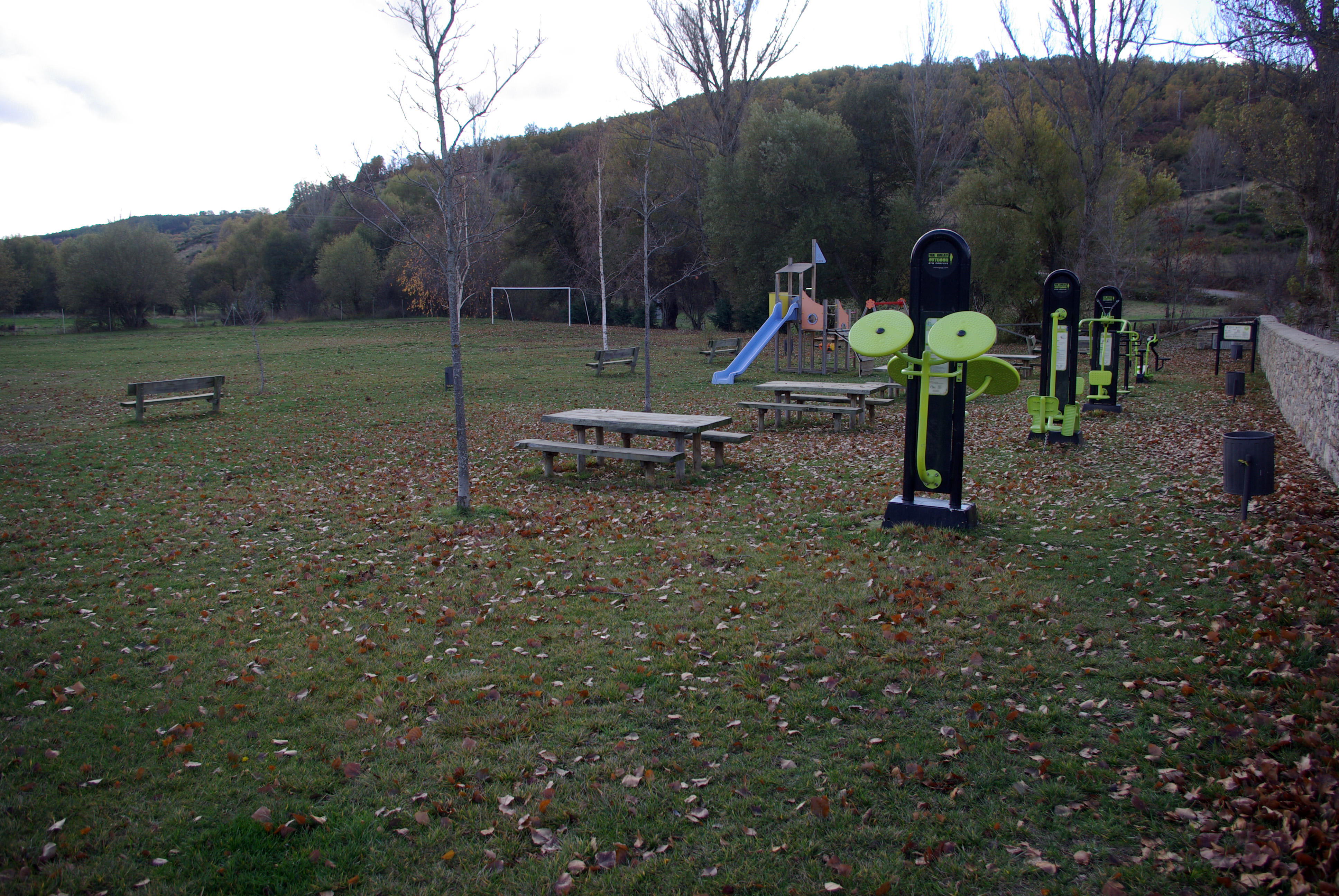
Área de juegos y esparcimiento frente al colegio

Riello cuenta con algunas instalaciones deportivas públicas al aire libre. La belleza y el interés natural de los paisajes propician la práctica del senderismo y el ciclismo de montaña y de carretera. El río Omaña constituye un punto de interés especial para las actividades deportivas y recreativas y existe una ruta señalizada, denominada «Ribera del Omaña», que partiendo de la localidad de Trascastro de Luna realiza un recorrido circular de algo más de 12 km de baja dificultad a lo largo de sus orillas. En los meses de verano, la organización sin ánimo de lucro Asociación Cuatro Valles también organiza una ruta guiada a la ribera del Omaña, que incluye demostraciones de juegos y actividades tradicionales. La pesca deportiva también está permitida en el coto de pesca tradicional de El Castillo y el tramo de pesca sin muerte de la Omañuela, y existen varias áreas de baño. La caza es otra actividad popular, así como deportes típicos leoneses, como los bolos.
En cuanto a eventos deportivos, en julio de 2012 tuvo lugar la primera edición del Rallysprint Valle de Omaña, con un recorrido de 13 km entre las localidades de Santibáñez de Arienza y Riello. La tercera etapa de la Vuelta Ciclista a León de 2012 transcurrió por la carretera LE-493 entre Oterico y El Castillo, por la CV-128 desde el Castillo hasta Inicio y Trascastro para retornar a la meta final en Riello por la LE-451. Este trayecto de 31,4 km tiene tres ascensos de 1.ª, 2.ª y 3.ª categoría.